# Catedral de León
La catedral de Santa María de Regla de León es un templo de culto católico, sede episcopal de la diócesis de León, España, consagrada bajo la advocación de la Virgen María. Fue el primer edificio declarado monumento en España, mediante Real Orden de 28 de agosto del año 1844 (confirmada por Real Orden el 24 de septiembre del año 1845).
Iniciada en el siglo XIII, es una de las grandes obras del estilo gótico, de influencia francesa. Conocida con el sobrenombre de Pulchra leonina, que significa «Bella Leonesa», se encuentra en pleno Camino de Santiago.
La catedral de León se conoce sobre todo por llevar al extremo la «desmaterialización» del arte gótico, es decir, la reducción de los muros a su mínima expresión para ser sustituidos por vitrales coloreados, constituyendo una de las mayores colecciones de vidrieras medievales del mundo.

## Historia

### Construcciones anteriores

#### Las termas romanas
Originariamente, en la actual ubicación de la catedral, la Legio VII Gemina había construido unas termas, con un tamaño superior al del actual edificio. Durante la gran restauración del edificio que se llevó a cabo en el siglo xix se descubrieron sus restos bajo la catedral, y en el año 1996 se exploraron otros junto a la fachada sur. Poco queda de estas primitivas edificaciones, apenas algunos vestigios de mosaicos, tégulas y cerámicas, hoy expuestos en el museo catedralicio. Otros, como el hipocausto, permanecen aún bajo el solar catedralicio.

#### La primitiva catedral
Durante la reconquista cristiana, las antiguas termas romanas fueron convertidas en palacio real. En el año 916 el rey Ordoño II, que hacía pocos meses había ocupado el trono de León, venció a los árabes en la batalla de San Esteban de Gormaz. Como señal de agradecimiento a Dios por la victoria, cedió su palacio para construir la primera catedral. Bajo el episcopado de Fruminio II, el edificio fue transformado en lugar sagrado. El templo estaba custodiado y regido por monjes de la orden de San Benito, y es muy probable que su estructura fuera muy similar a la de tantos otros existentes durante la mozarabía leonesa. Siguiendo la tradición cristiana de enterrar dentro de los templos a quienes encarnaban la autoridad «venida de Dios», aquella sencilla catedral muy pronto se vio enriquecida con los restos del rey Ordoño II, fallecido en Zamora en el año 924.

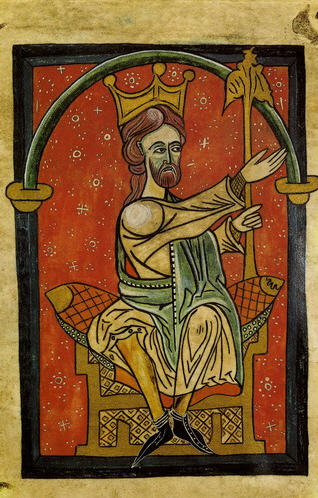
Ordoño II según una miniatura medieval de la Catedral de León

Hablan las crónicas del paso de Almanzor por estas tierras a finales del siglo x, devastando la ciudad y destruyendo sus templos. No obstante, parece que los daños ocasionados en la fábrica de la catedral debieron de ser inmediatamente reparados, ya que el año 999 era coronado en ella el rey Alfonso V. Tras una sucesión de revueltas políticas y de duras empresas bélicas, hacia el año 1067 el estado de la catedral era de suma pobreza. Ello conmovería al rey Fernando I de León, quien, después de trasladar los restos de san Isidoro de Sevilla a León, «se volcó en favores a la misma». Con este rey se inició una época pacífica, cosechando grandes triunfos en la expansión del reino cristiano. Era el momento del florecimiento del arte románico.

#### La catedral románica
Con la ayuda de la infanta Urraca de Zamora, hija primogénita del rey, se inicia la construcción de una segunda catedral, acorde con las aspiraciones de la ciudad, y de estilo románico. Ocupaba la sede episcopal Pelayo II. Cuando el arquitecto Demetrio de los Ríos, entre los años 1884 y 1888 excavó el subsuelo de la catedral para reponer el pavimento y cimentar los pilares, encontró parte de los muros y fábrica de aquella segunda catedral. A través del plano que él mismo dibujó, podemos apreciar cómo se configuraba todo dentro de la gótica: era de ladrillo y mampostería, con tres naves rematadas en ábsides semicirculares, dedicado el central a Santa María, como en la iglesia anterior. También se construyó un claustro en el lado norte. Esta nueva iglesia tuvo unas dimensiones considerables, midiendo 60 metros de longitud y 40 metros de anchura máxima. Aunque toda ella estuviese ejecutada dentro de las corrientes internacionales del románico, contemplando lo que ha pervivido de su estatuaria, podemos averiguar que tenía su carácter autóctono, utilizándose aún el arco de herradura, al menos como forma decorativa. Fue consagrada el 10 de noviembre del año 1073 durante el reinado de Alfonso VI. Es de suponer que en ella trabajasen los mismos canteros que estaban construyendo la Basílica de San Isidoro de León.
Esta catedral se mantuvo en pie hasta finales del siglo siguiente. Cuando accede al trono el último rey privativo de León, Alfonso IX (r. 1188-1230), se asiste en la ciudad y en el reino a un importante cambio social, de creatividad artística y desarrollo cultural.

### Construcción de la catedral gótica

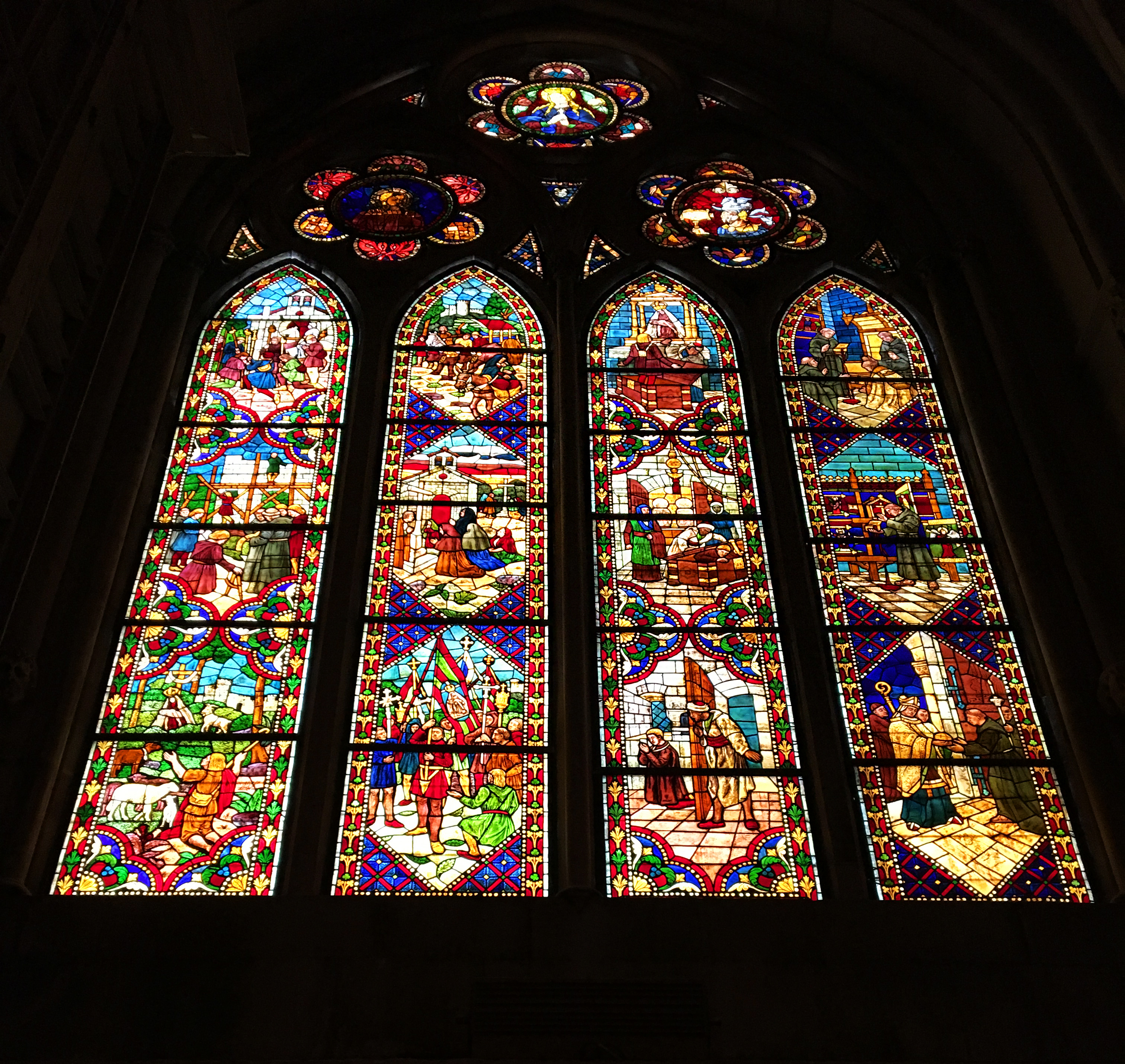
Un ejemplo de las muchas vidrieras

La construcción de la tercera catedral se inicia hacia el año 1205, pero los problemas constructivos de los cimientos hicieron que pronto las obras quedaran paralizadas, y no se reemprendiera la tarea hasta el año 1255, bajo el pontificado del obispo Martín Fernández y el apoyo del rey Alfonso X de Castilla. Esta nueva catedral sería de estilo enteramente gótico.
El arquitecto de la catedral parece ser que fue el maestro Enrique, seguramente natural de Francia, que ya había trabajado anteriormente en la catedral de Burgos. Es evidente que conocía la forma arquitectónica gótica de la Isla de Francia. Falleció en el año 1277 y fue sustituido por el español Juan Pérez. En 1289 fallecía también el obispo Martín Fernández, cuando la cabecera del templo ya estaba abierta al culto. La estructura fundamental de la catedral se finaliza pronto, en 1302, abriendo el obispo Gonzalo Osorio la totalidad de la iglesia a los fieles, aunque en el siglo XIV aún se terminarían el claustro y la torre norte; la torre sur no se finalizó hasta la segunda mitad del siglo XV. Esta prontitud en el acabamiento de las obras le da una gran unidad de estilo arquitectónico.
La catedral de León se inspira en la planta de la catedral de Reims (aunque esta es de menor superficie), que bien pudo conocer el maestro Enrique. Al igual que la mayoría de catedrales francesas, la de León está construida con un módulo geométrico basado en el triángulo (ad triangulum), cuyos miembros se relacionan con la raíz cuadrada de 3, al que responden la totalidad de sus partes y del todo. Este aspecto, como la planta, los alzados, y los repertorios decorativos y simbólicos convierten esta catedral en un auténtico edificio transpirenaico, alejado de la corriente hispánica, que le ha merecido los calificativos de «la más francesa de las catedrales españolas» o el de Pulchra Leonina. Si sus rasgos en planta se relacionan con el gótico champaniense, parte de sus alzados están estrechamente ligados con los de la basílica de Saint Denis, dentro ya de la corriente del gótico radiante que se observa en Francia a partir de 1230; de hecho puede ser considerado como un caso único de edificio completamente concebido y construido dentro del gótico radiante fuera de Francia durante el siglo XIII. Geográficamente tampoco es ajena a aquel mundo pues, aunque levantada en la vieja capital de los reyes leoneses, la ciudad era uno de los hitos más importantes del Camino de Santiago francés, llamado así por tener su origen en Francia. La composición arquitectónica de las portadas de la fachada occidental del templo parece inspirarse en los portales de los cruceros de la catedral de Chartres, mientras que para la peculiar cuestión del emplazamiento de las torres, separadas de la nave central y fuera de las laterales, se han propuesto antecedentes como las fachadas-pantalla de las catedrales góticas inglesas, la solución de los cruceros de la catedral de Saint Denis o más locales, como la fachada occidental de la catedral de Santiago de Compostela antes de sus importantes reformas barrocas.
También influencia francesa es el desarrollo del presbiterio, con la idea inicial de colocar allí el coro según la costumbre de aquellos. Individual leonés es la ubicación del claustro y la no continuidad de las cinco naves de la cabecera en el cuerpo del templo, donde se reducen a tres.
Como rasgo característico más importante, la catedral leonesa alcanza el summum lumínico de todas las catedrales españolas, con un espacio inmenso de vidrieras, al reducirse la estructura pétrea de sustentamiento al mínimo posible, llegando a superar así técnicamente a las mismas catedrales francesas.
El problema fue que gran parte del solar se asienta sobre restos romanos, hipocaustos del siglo II, lo que dificultó la buena cimentación de los pilares. La acumulación de humedades y la filtración de aguas ocasionaron graves inconvenientes a los maestros. Por otra parte, la mayoría de los sillares de la catedral son de piedra de mediocre calidad, de tipo calizo, con escasa resistencia ante los agentes atmosféricos. Además, la sutilidad de su estilo es un desafío a la materia; los numerosos soportes son sumamente frágiles, las líneas se reducen a una depuración total, de modo que varios arquitectos de la época pusieron en duda que tal proyecto pudiera mantenerse en pie. Esta estructura casi inverosímil junto con la mala calidad de la piedra y la pobre cimentación, provocaron que desde el X sufriera constantes intervenciones y restauraciones, convirtiendo al templo en el paradigma europeo de intervenciones de transformación, restauración y conservación.

#### La leyenda del topo

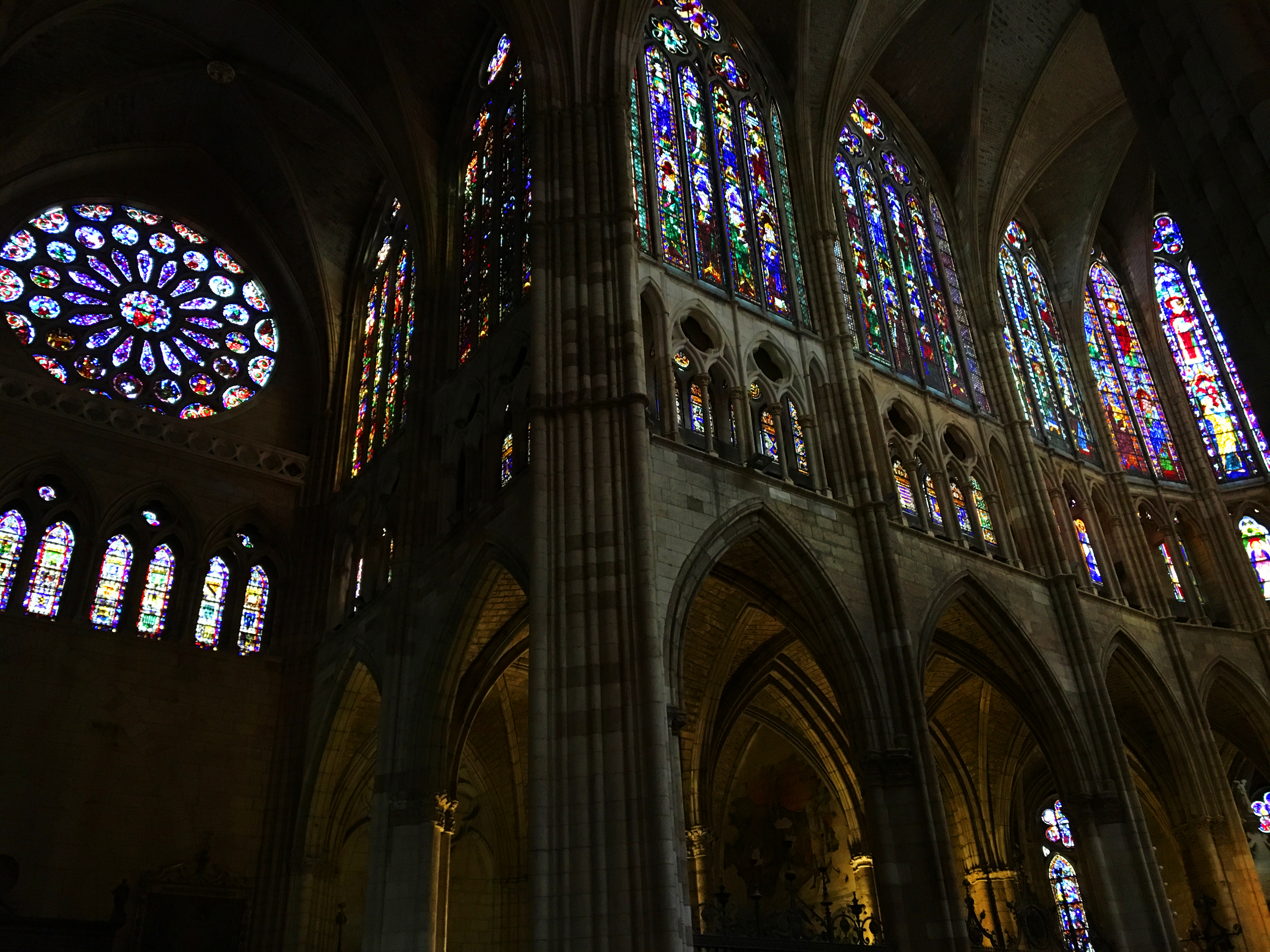
Vista de la parte norte desde el interior

Sobre la puerta de san Juan, por el interior, cuelga un pellejo, a modo de quilla, que la tradición leonesa ha identificado siempre como un «topo maligno». Según cuenta la leyenda, el topo destrozaba lo construido a lo largo del día durante la noche en los primeros momentos de la magna obra del templo. Impacientándose los leoneses porque la obra de la prometida catedral no avanzaba, decidieron acabar con aquel ser maligno que no dejaba avanzar los trabajos: algunos de ellos lo esperaron durante la noche y acabaron con él a garrotazos. En recuerdo de aquel acontecimiento y en agradecimiento a la Virgen María, titular del templo, la piel del animal fue colgada en el interior de la catedral, sobre la citada puerta, en la fachada oeste.
La realidad que esconde la leyenda es que las obras de la catedral de León se encontraron con numerosos problemas de cimentación, sobre un terreno muy inestable que, ya por entonces, había acogido muchas y diversas construcciones. Por su parte, lo que hoy podemos contemplar en la penumbra sobre la ya mencionada puerta del templo catedralicio, se demostró durante los años 1990 que en realidad era un caparazón de tortuga laúd, cuyo origen aún es incierto, aunque se presupone que se trataría de la ofrenda realizada por algún hombre de poder a la catedral, insertándose tal elemento en la antigua tradición (clave en la constitución de numerosos museos) del coleccionismo de Antigüedades y Rarezas.

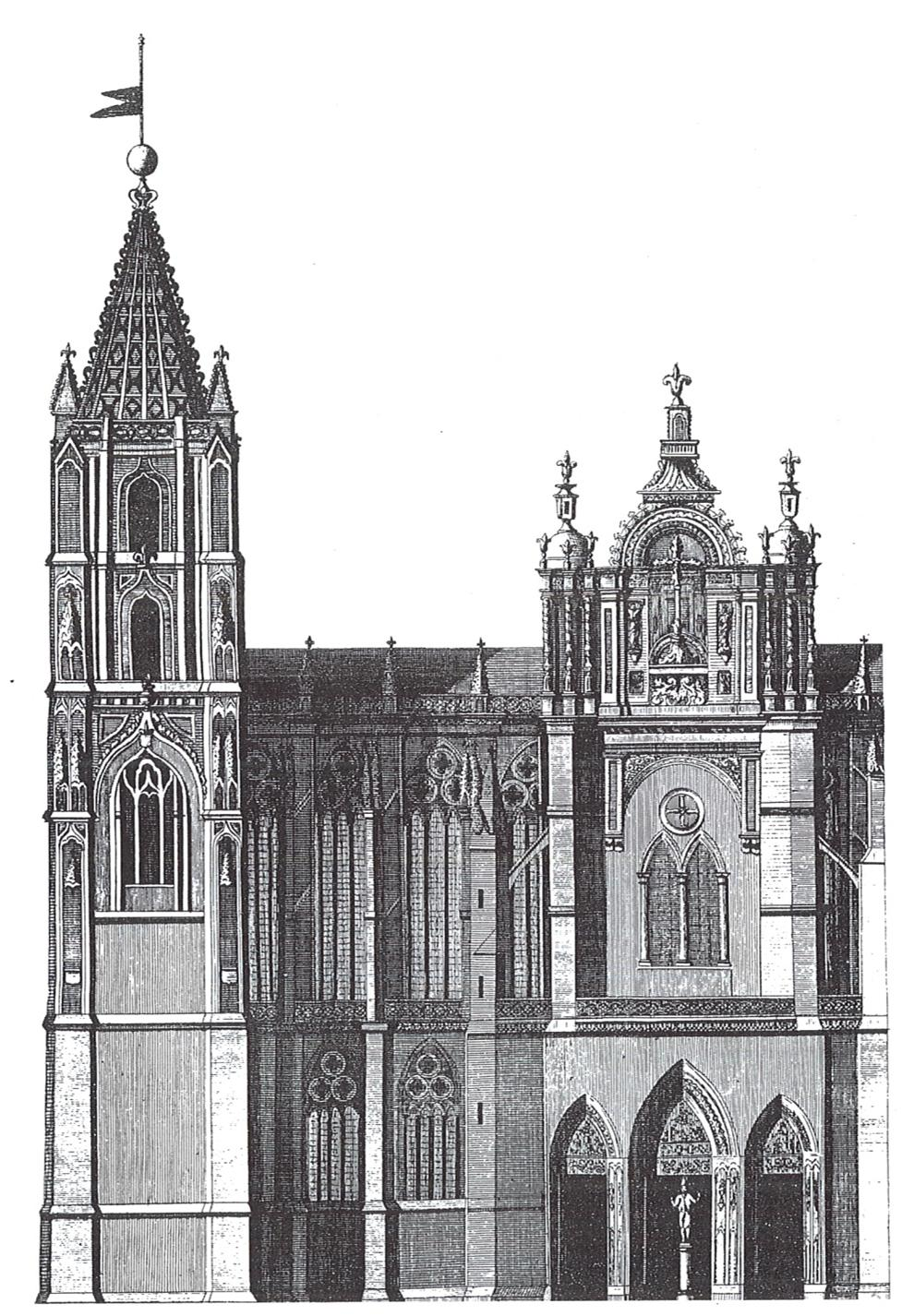
Fachada sur de la catedral con sus añadidos barrocos

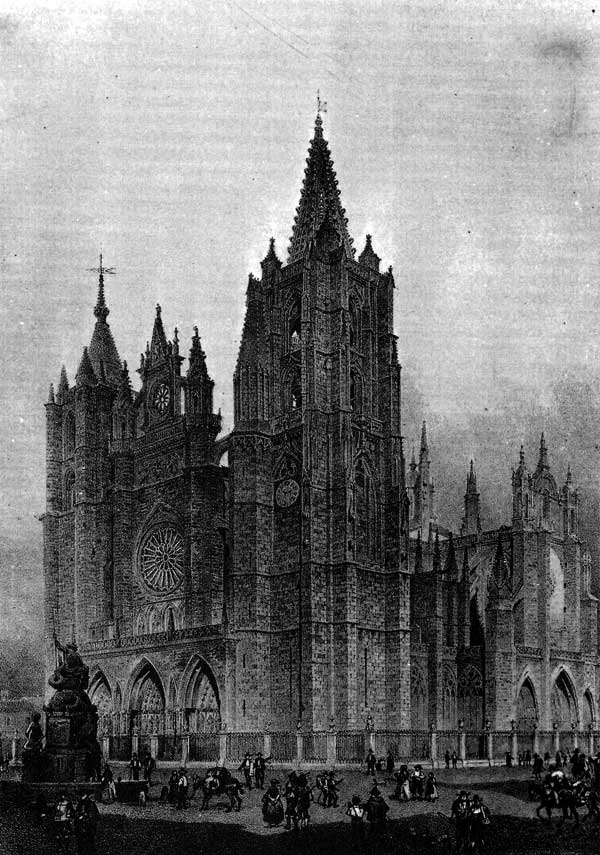
Aspecto de la catedral hacia 1850. Se pueden apreciar los anteriores hastiales oeste y sur y la cúpula barroca con sus pilastrones

### Época de reformas y problemas constructivos
La extrema fragilidad del edificio dio problemas muy pronto. En el siglo XV, el maestro Justín construyó torrecillas huecas en la zona sur (la «silla de la reina») y en la zona norte («la limona»), lo que mejoró los empujes de los arbotantes hacia la cabecera, pero la frágil estructura siguió con problemas. Por entonces, el maestro Justín terminó la torre sur en estilo gótico flamígero. También se construyeron los remates triangulares de los hastiales norte y sur. En los últimos años del siglo XV, se lleva también a cabo la construcción de la Librería (actual capilla de Santiago) por Juan de Badajoz, padre e hijo, en estilo gótico flamígero. También el coro es obra de este siglo, así como las pinturas de Nicolás Francés y el retablo.
A principios del siglo XVI, Juan de Badajoz el Mozo construyó el remate del hastial occidental en estilo plateresco. También construyó una sacristía plateresca para la catedral, en el lado sureste, y rehízo las bóvedas del claustro. En el interior del edificio destacó la construcción del trascoro.
En el siglo XVII se reanudaron los problemas. En el año 1631 se derrumbó parte de la bóveda central del crucero. El cabildo recurrió a Juan de Naveda, arquitecto de Felipe IV de España, quien cubrió el crucero con una gran cúpula, rompiendo los contrarrestos del sistema gótico, tan distintos de los del barroco. El excesivo peso provocaría el desplazamiento de las cargas radiales hacia el hastial sur ante la debilidad de los arcos torales y al fallar también los cimientos. La linterna se cerró provisionalmente en el año 1651, pero a finales del siglo ya se advertían algunas fallas en la cúpula que desviaba su eje hacia el sur. El quebrado hastial sur tuvo que ser reedificado por Conde Martínez en el año 1694, sustituyendo el hastial gótico por una espadaña barroca.
A principios del siglo XVIII, quiso poner remedio a estos desastres Joaquín de Churriguera levantando cuatro grandes pináculos alrededor de la cúpula y sobre los pilares del crucero, pero las consecuencias de esta intervención serían nefastas. Por León fueron desfilando grandes arquitectos, como Giacomo de Pavía, mientras los males seguían agravándose. El terremoto de Lisboa de 1755 conmovió a todo el edificio, afectando de manera especial a los maineles y a las vidrieras. Se abrieron grandes grietas en la fachada sur, por lo que fue necesario cegar el triforio, desmontar el rosetón, y sustituirlo por una ventana doble geminada.
En el año 1830 aumentaron los desprendimientos de piedras en el hastial sur y, para salvarlo, Fernando Sánchez Pertejo tuvo que reforzar los contrafuertes de toda la fachada.

### La gran restauración delsigloXIX

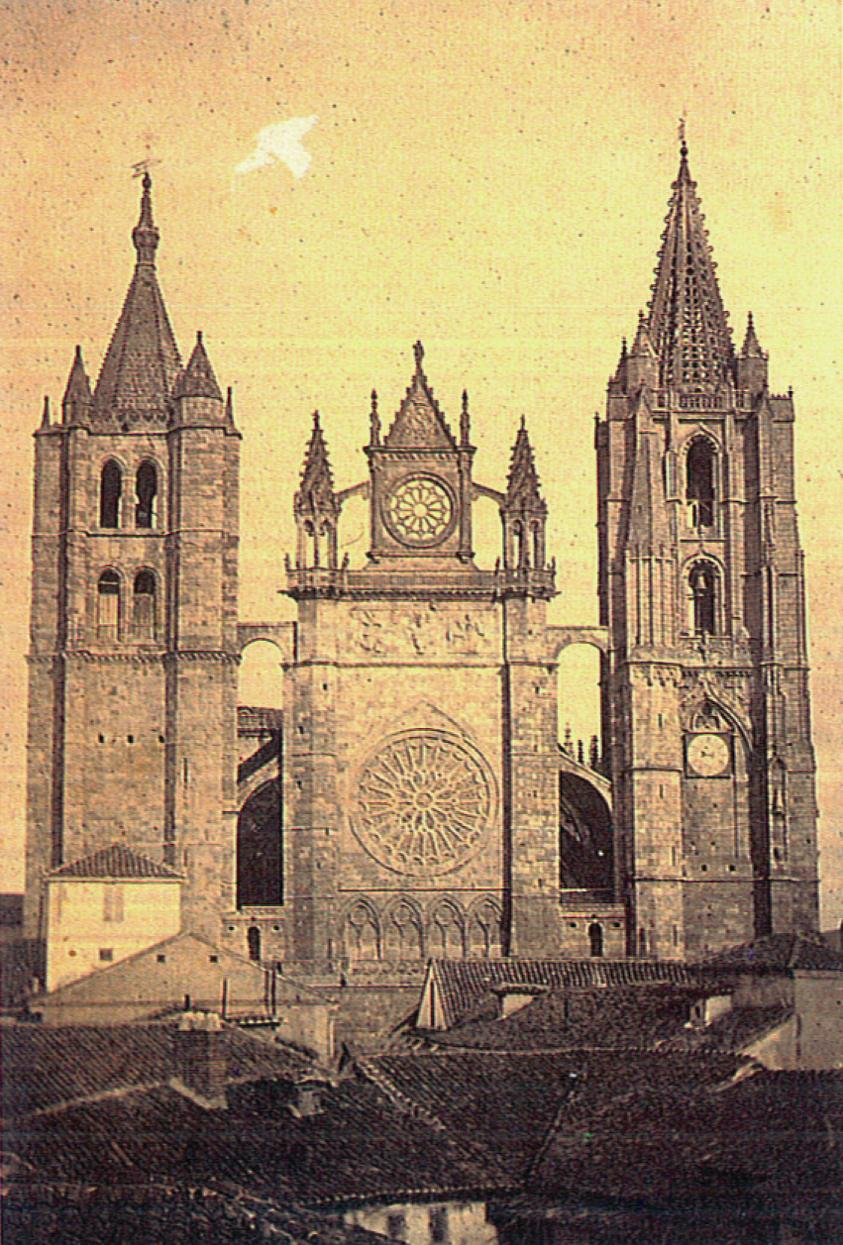
Fachada occidental en 1875, anterior a su restauración y modificación

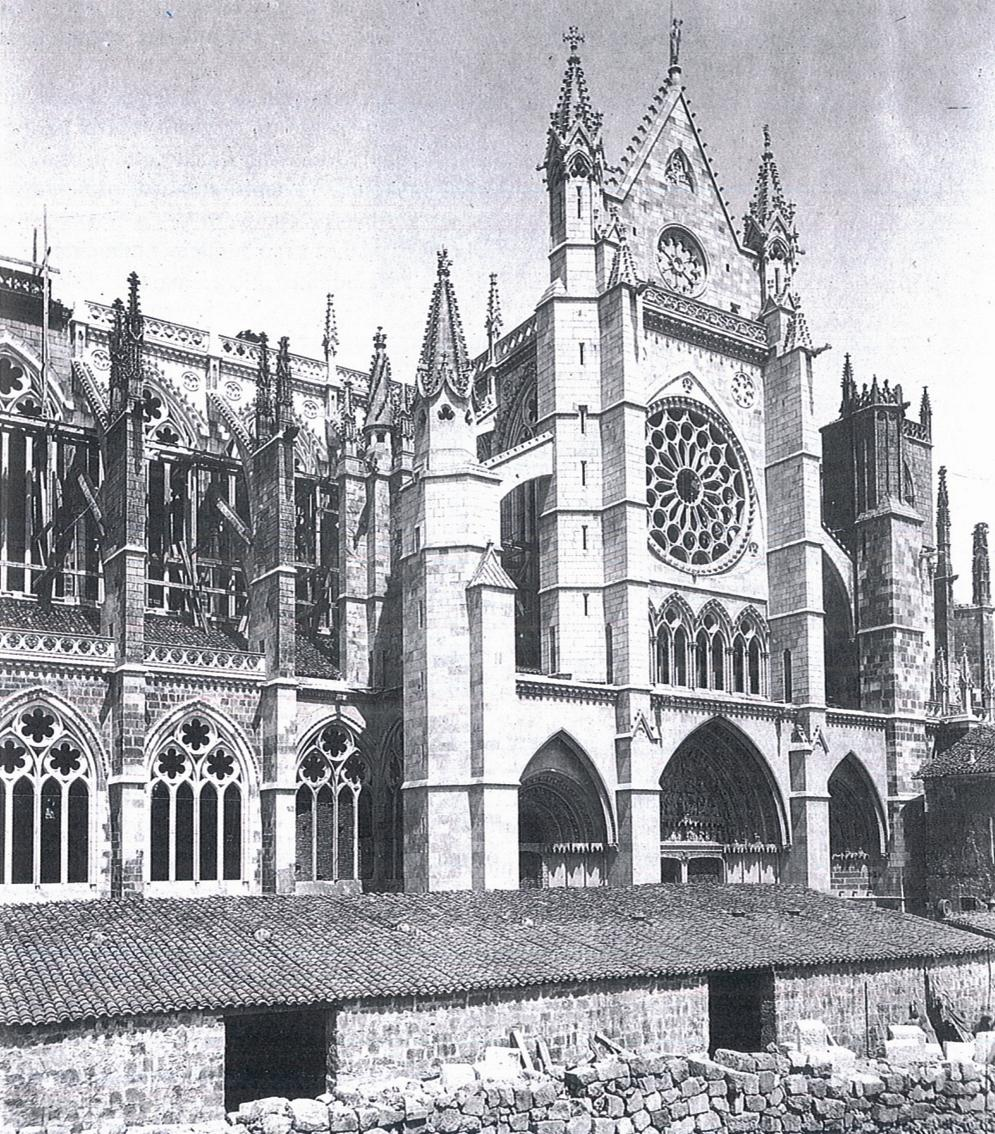
Nueva fachada sur reconstruida hacia 1885

En 1844, el mal estado del edificio hizo que el Estado tuviera que acudir a su reparación, fecha en que la catedral de León fue declarada Monumento Nacional, el primero del patrimonio español. En el año 1849 el jesuita P. Ibáñez diseñó y colocó un nuevo rosetón para el hastial sur.
Poco después, el cabildo temió un desenlace fatal cuando en el año 1857 comenzaron nuevamente a caer piedras del crucero y la nave central, cundiendo el temor de una ruina total de la catedral, que se extendió por España y por toda Europa. Intervino entonces la Real Academia de Bellas Artes de San Fernando, y el gobierno encargó las obras a Matías Laviña en 1859. Sin embargo, este tenía una formación clasicista y desconocía el funcionamiento del edificio gótico. Desmontó la cúpula de media naranja y los cuatro pináculos que la flanqueaban debido a su excesivo peso, y prosiguió desmontando el crucero y toda la fachada sur. Pero el peligro de un total hundimiento se hacía más inminente. Las críticas que provocaron sus decisiones lo llevaron a la muerte en el año 1868.
A su muerte se responsabilizó de las obras Andrés Hernández Callejo, quien pretendía seguir desmontando el edificio, cuando fue cesado en el cargo. En el año 1868 se encargó la obra a Juan de Madrazo, amigo del influyente restaurador francés Viollet-le-Duc. Madrazo era sin duda el mejor restaurador de España y buen conocedor del gótico francés, que aplicaba las teorías de Viollet-le-Duc. Para contener el deterioro del edificio y, al mismo tiempo, proceder a su reconstrucción, Madrazo proyectó su admirable sistema de encimbrado de las bóvedas altas. El encimbrado fue una complejísima trabazón de carpintería, que sirvió para sostener todos los empujes del templo mientras se procedía a la reconstrucción de toda la fachada sur y del crucero desmontados. Además, Madrazo modificó notablemente la disposición de las bóvedas, y volvió a rehacer desde la arcada la fachada sur, inspirándose en la norte, incluyendo el perdido rosetón. El nuevo hastial triangular fue también inspirado por el existente en la fachada norte. En general, planeó todo el templo tal y como lo encontramos hoy. El objetivo era conseguir la Pulchra Leonina, es decir la catedral en un hipotético estado primigenio de gótico puro, eliminando todo aquello que alterara esa pureza. El momento más importante tuvo lugar en 1878, cuando se retiraron las cimbras y el edificio resistió inmutable. Los equilibrios del gótico se habían repuesto. Pero el carácter progresista de Juan de Madrazo le hizo tomar partido en los graves momentos sociales que sacudían entonces España (el Sexenio Democrático o Revolucionario), enfrentándose con el cabildo, el obispo y la sociedad conservadora leonesa, quienes lo acusaron de masón, protestante y anticatólico, declarándose él mismo como deísta o ateo. Cuando estaba edificando el hastial sur y después de haber sostenido toda la catedral con su asombroso encimbrado de madera, que provocó visitas de técnicos de toda Europa, fue destituido en el año 1879, falleciendo pocos meses después.

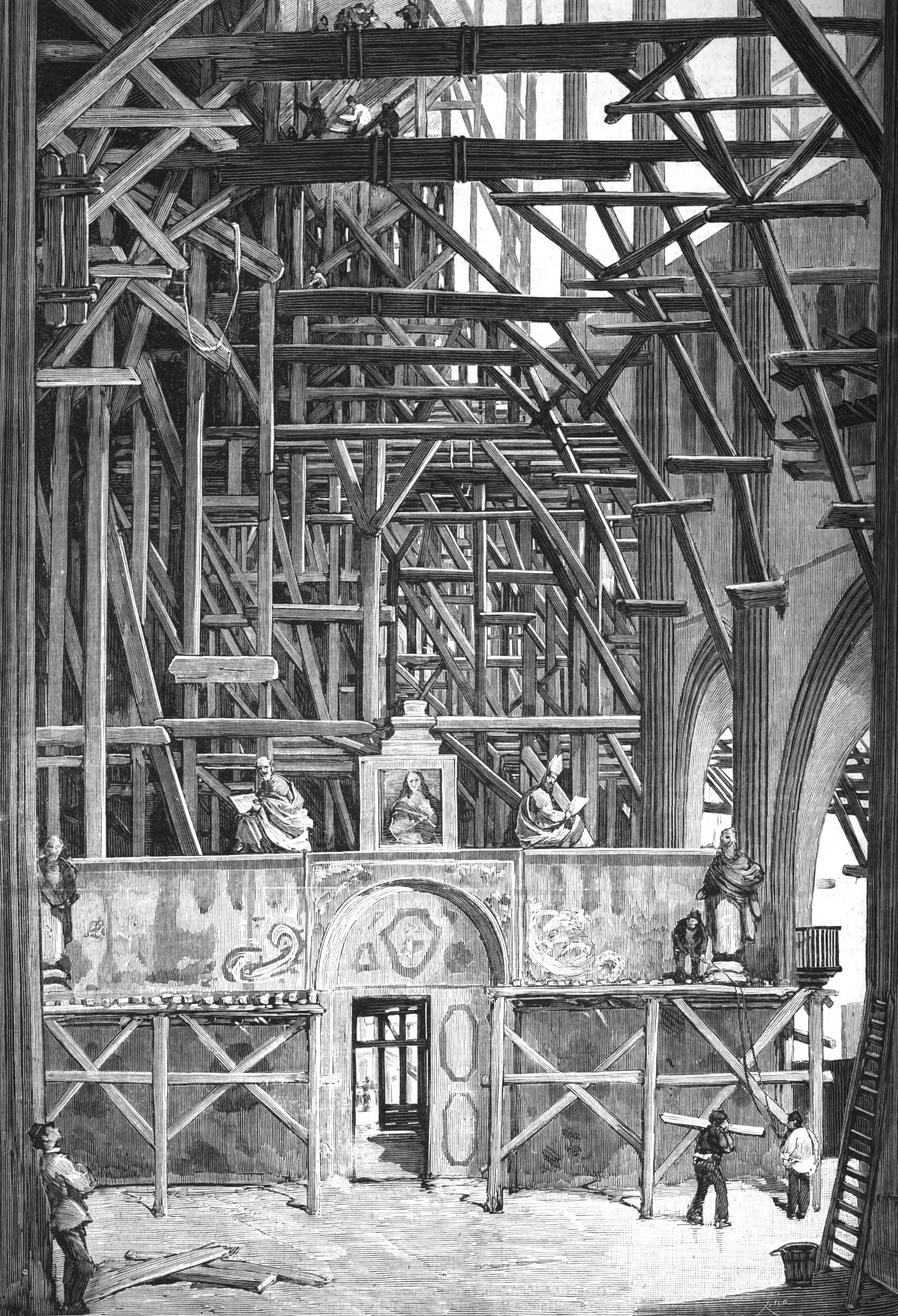
Estado de las obras hacia 1879

Madrazo fue sucedido en el cargo por Demetrio de los Ríos en 1880. Purista como el anterior, continuó dando a la catedral el aspecto gótico primitivo, según su pensamiento racionalista, y desmontó el hastial occidental plateresco, que había sido hecho por Juan López de Rojas y Juan de Badajoz el Mozo en el siglo XVI, sustituyéndolo por un diseño neogótico análogo al recién construido en la fachada sur. También terminaría de reconstruir las bóvedas del crucero y de la nave central, además de introducir algunos nuevos diseños, perfiles y motivos ornamentales neogóticos en diversas partes del edificio.

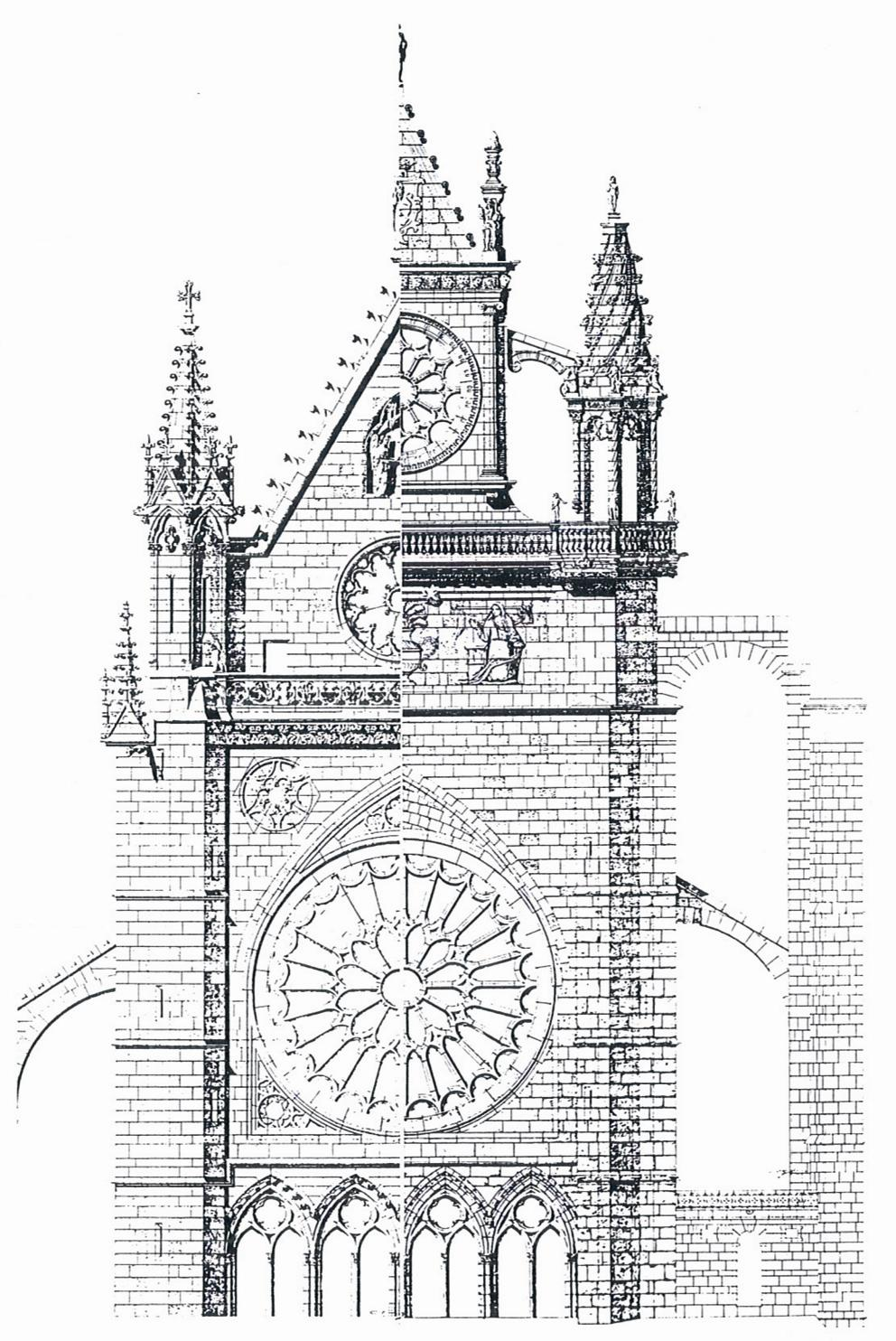
Plano de la fachada occidental de la catedral después y antes de las restauraciones del

A su muerte fue nombrado arquitecto de la catedral Juan Bautista Lázaro, que concluyó los trabajos de restauración arquitectónica en la mayor parte del edificio. En 1895 emprendió la ardua tarea de recomponer las vidrieras. Estas llevaban varios años desmontadas y almacenadas, con grave deterioro. Fue ayudado por su colaborador, Juan Crisóstomo Torbado. Se reabrió un taller de vidrieras al estilo medieval para su restauración y la composición de otras nuevas. Se decidió también aislar la catedral de su entorno urbano más próximo para resaltar su monumentalidad, lo que acarreó la desaparición de varias dependencias anexas, y su conexión con el Palacio Episcopal a través de la Puerta del Obispo.

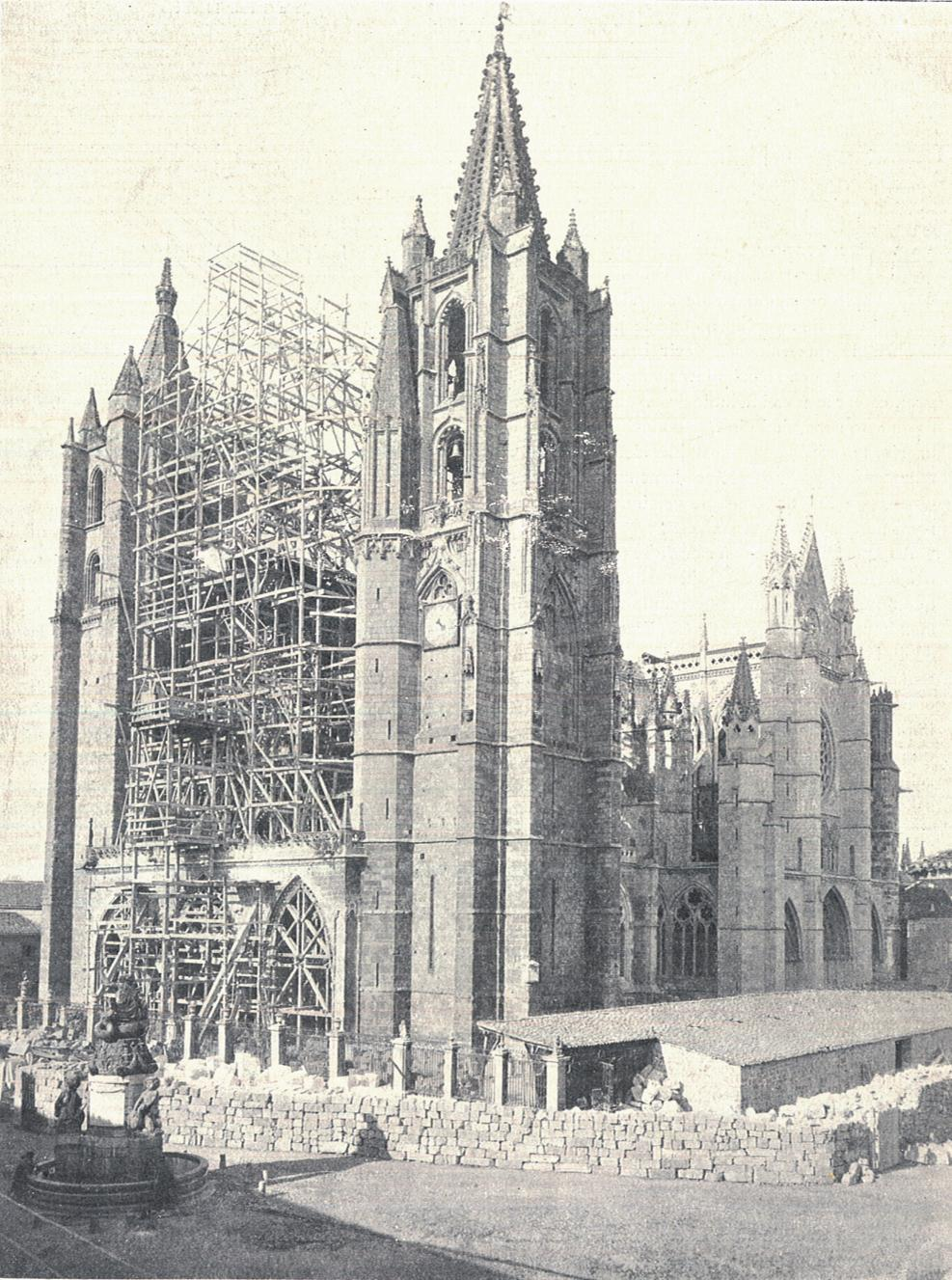
Reconstrucción de la fachada occidental hacia 1890

Finalmente, concluida la restauración, en 1901 la catedral fue reabierta al culto. Ya no era un edificio en peligro, sino que había recobrado el esplendor del gótico, principalmente con la sustitución de los hastiales oeste y sur y la eliminación de la cúpula barroca. En aras de mantener el delicado equilibrio, nunca se permitió elevar flecha alguna sobre el crucero, pese a que hubo proyecto al respecto. Hoy la catedral de León es el monumento gótico más armónico de España.
La gran restauración decimonónica verificó la recuperación de la estabilidad de un edificio que había arrastrado graves problemas en su estructura a lo largo de los varios siglos de su existencia. Puede afirmarse que esta restauración fue una de las más complejas y arriesgadas realizadas en Europa en el siglo XIX. Los minuciosos cálculos sobre la estabilidad de bóvedas, los portentosos sistemas de carpintería armados a gran altura y los sistemas de cantería puestos en práctica para la reparación y reconstrucción de bóvedas de la catedral de León sirvieron de modelo para la restauración posterior de otras grandes catedrales españolas, como la de Sevilla o Burgos. Pero también fueron referencia imprescindible en toda Europa para restaurar edificios que décadas más tarde resultarían dañados seriamente en su esqueleto estructural como consecuencia de catástrofes bélicas. El elevado mérito de estos trabajos fue reconocido en su momento, pues en 1881, Juan de Madrazo recibió a título póstumo la Medalla de Oro en la Exposición Nacional de Bellas Artes por sus proyectos de restauración de la catedral de León.

### Restauraciones de los siglosXXyXXI

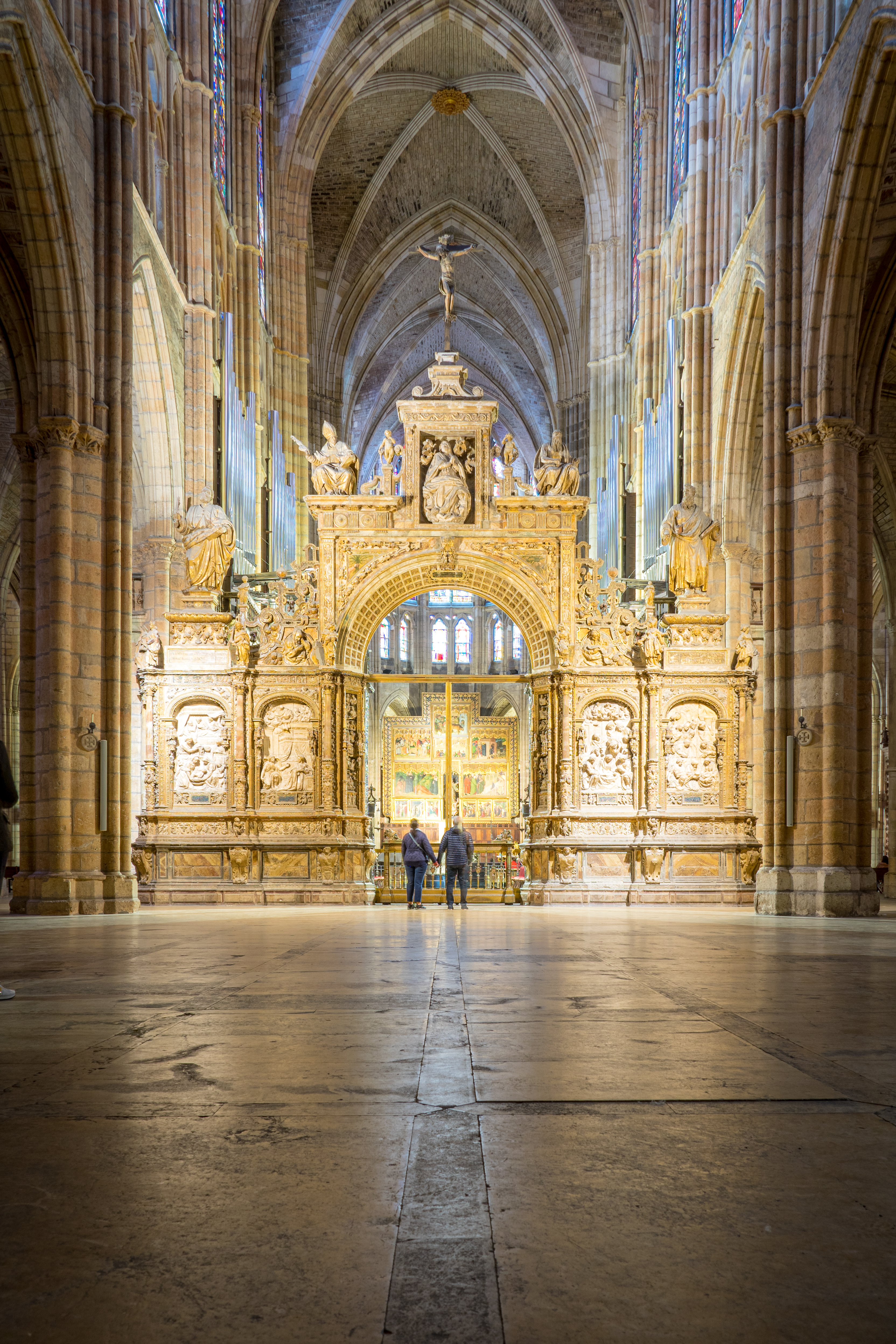
Pareja de visitantes junto al trascoro.

Los trabajos de restauración continuaron levemente en el siglo XX, sobre todo en las primeras décadas. En 1911 Manuel Cárdenas destruyó la Puerta del Obispo, edificio civil que unía la catedral con el Palacio Episcopal. En 1930, Juan Crisóstomo Torbado terminó la verja exterior iniciada en 1794, cerrando todo el atrio. Este arquitecto acometería después la restauración del claustro.
En 1963 el arquitecto Luis Menéndez Pidal rehízo la rosa calada del remate triangular del hastial sur, imitando el del norte.
El 27 de mayo del año 1966, un incendio motivado por la caída de una chispa de un rayo arrasó toda la techumbre de las naves altas, aunque por suerte las consecuencias no fueron graves; gracias a la intervención del maestro Andrés Seoane la techumbre se pudo reparar.
En las últimas décadas se ha trabajado con gran intensidad en el refuerzo de las estructuras y en el tratamiento y limpieza de la piedra con las más novedosas técnicas.
Desde el año 2009 también se están llevando a cabo la restauración y consolidación de las vidrieras, usando técnicas modernas. Se usan vidrios de protección para cerrar los vanos y un acristalamiento isotérmico para proteger y conservar la vidriera de los efectos atmosféricos, así como mallas metálicas protectoras exteriores. La financiación ha sido llevada a cabo por el Ministerio de Cultura del Gobierno de España y por la consejería de Cultura de la Junta de Castilla y León, mediante el proyecto cultural «Catedral de León, el sueño de la luz». Este proyecto permitió la visita guiada para conocer la restauración de las vidrieras. No se prevé que los trabajos de restauración concluyan antes del año 2021, siendo los últimos dos años de la misma los que más oculten la fachada principal.

## Características generales

### Generalidades del gótico

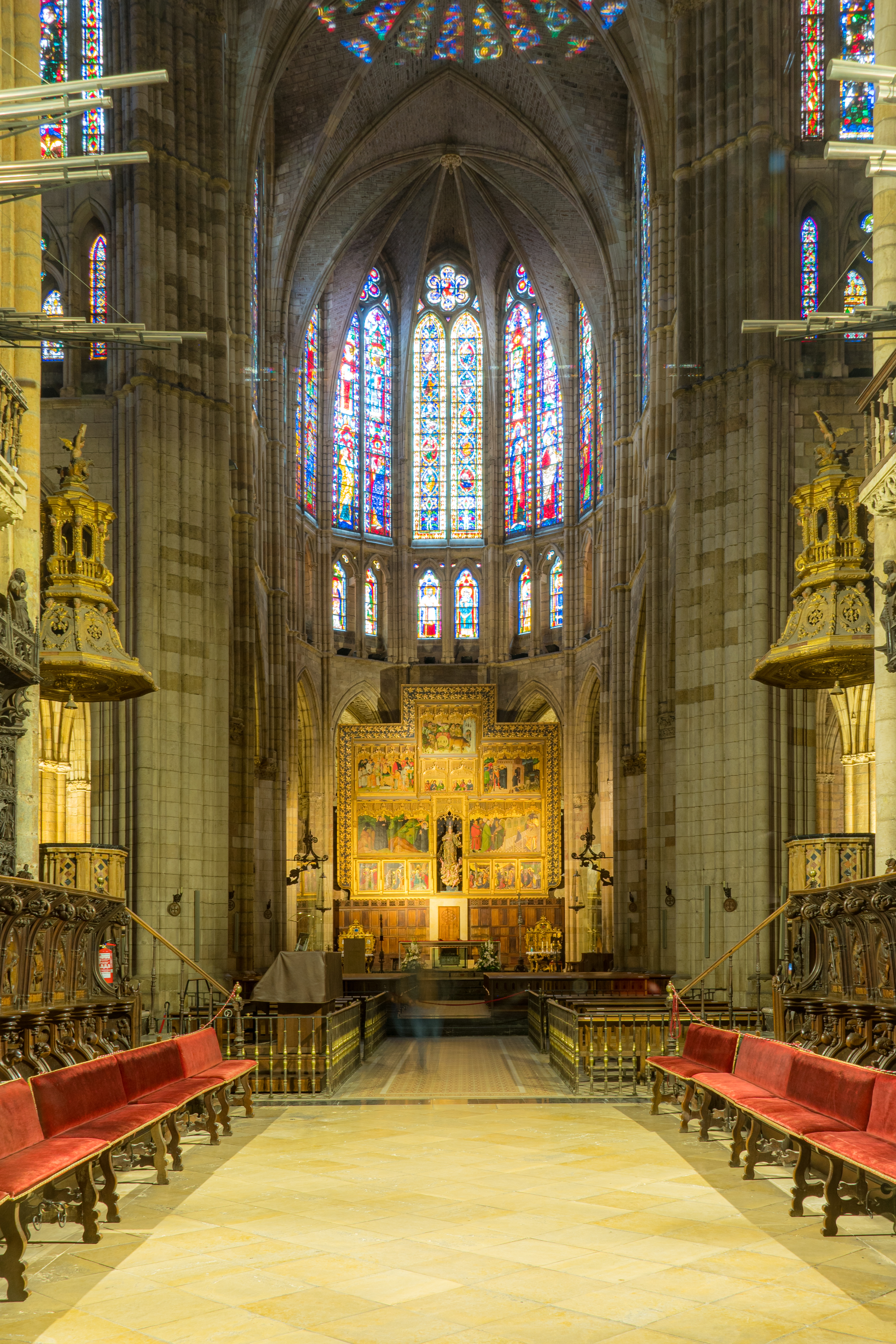
Altar mayor.

En la arquitectura gótica se generaliza el uso de los arcos apuntados (o arcos ojivales) y la bóveda de crucería, concentrando así los empujes en puntos determinados y no en todo el muro, lo que permite hacer catedrales más esbeltas (por una parte, el arco puede alargarse sin ampliar su ancho como ocurría en el románico y reduce los empujes haciendo cubiertas más ligeras, lo que permite abrir los muros). Desaparece la tribuna románica y los empujes laterales que esta resolvía se envían a los arbotantes, arcos que transmiten el empuje de la cubierta a los contrafuertes exteriores, que solían estar rematados con pináculos. Las grandes vidrieras son una muestra del interés del gótico por comunicarse con el pueblo. Así mismo, la sensación de verticalidad se corresponde a la idea de la Jerusalén celeste, en comparación con la sensación de acogimiento y seguridad a los fieles creada en el románico. Este tipo de construcciones solían tener un número impar de naves (tres o cinco) sustentadas por una bóveda de crucería cuatripartita, sexpartita, de terceletes, de abanico o estrellada.
La fachada principal se estructuraba generalmente en tres vanos abocinados, constituidos por arquivoltas y jambas y enmarcados en un gablete, una galería de reyes del Antiguo Testamento, un gran rosetón (situado en la nave central), un andito (espacio mediante el cual se accede a la fachada para realizar posibles reformas) y por dos torres de características diferentes (rematadas o no con un pináculo en forma de flecha).

### Planta
La planta es casi una réplica de la catedral de Reims, aunque en formato algo menor. Tiene unas dimensiones de 90 m de longitud, 30 m de alto y 29 m de ancho. Dividida en tres naves, de la entrada al transepto, y cinco naves del transepto al altar mayor. La catedral presenta macrocefalia, es decir una cabecera de mayor tamaño que lo común (el ancho del transepto en este caso), lo que le resta algo de profundidad y perspectiva, pero a cambio le brinda mayor espacio para los fieles; por estar en el Camino de Santiago su afluencia era mayor que el de otros templos. Las naves de la catedral de León se cubren con bóveda de crucería cuatripartita en tramos rectangulares. El crucero lo hace con una bóveda cuatripartita, que sustituyó a la cúpula barroca del siglo XVII en las obras acometidas a finales del siglo XIX con el fin de guardar coherencia con el resto de la construcción. En sus muros presenta 125 ventanales, con 1800 m² de vidrieras policromadas de origen medieval, siendo consideradas de las mejores del mundo en su género. De ellas, destacan el gran rosetón central situado en el pórtico central, entre las dos torres de aguja, así como las de la Capilla Mayor, el transepto norte y la Capilla de Santiago. 
|  | 1. Pórtico de Nuestra Sra. La Blanca. 2. Pórtico de San Juan. 3. Pórtico de San Francisco. 4. Capilla de San Juan. 5. Deambulatorio o girola. 6. Coro. 7. Altar Mayor y Retablo. 8. Puerta de Nuestra Sra. del Dado. 9. Capilla de Santa Teresa. 10. Claustro. 11. Capilla de San Nicolás. 12. Capilla del Conde de Rebolledo. 13. Capilla de San Andrés. 14. Capilla de Santiago. 15. Capilla de Nuestra Sra. del Dado. 16. Capilla del Tránsito. 17. Capilla del Nacimiento. 18. Capilla de la Concepción. 19. Capilla de la Virgen Blanca. 20. Capilla de la Consolación. 21. Capilla del Cristo. 22. Capilla del Carmen. 23. Capilla de San Francisco. 24. Puerta de la Muerte. 25. Puerta del Sarmental. 26. Puerta de San Froilán o de la Reina. |

## Exterior

### Fachada occidental

#### Fachada

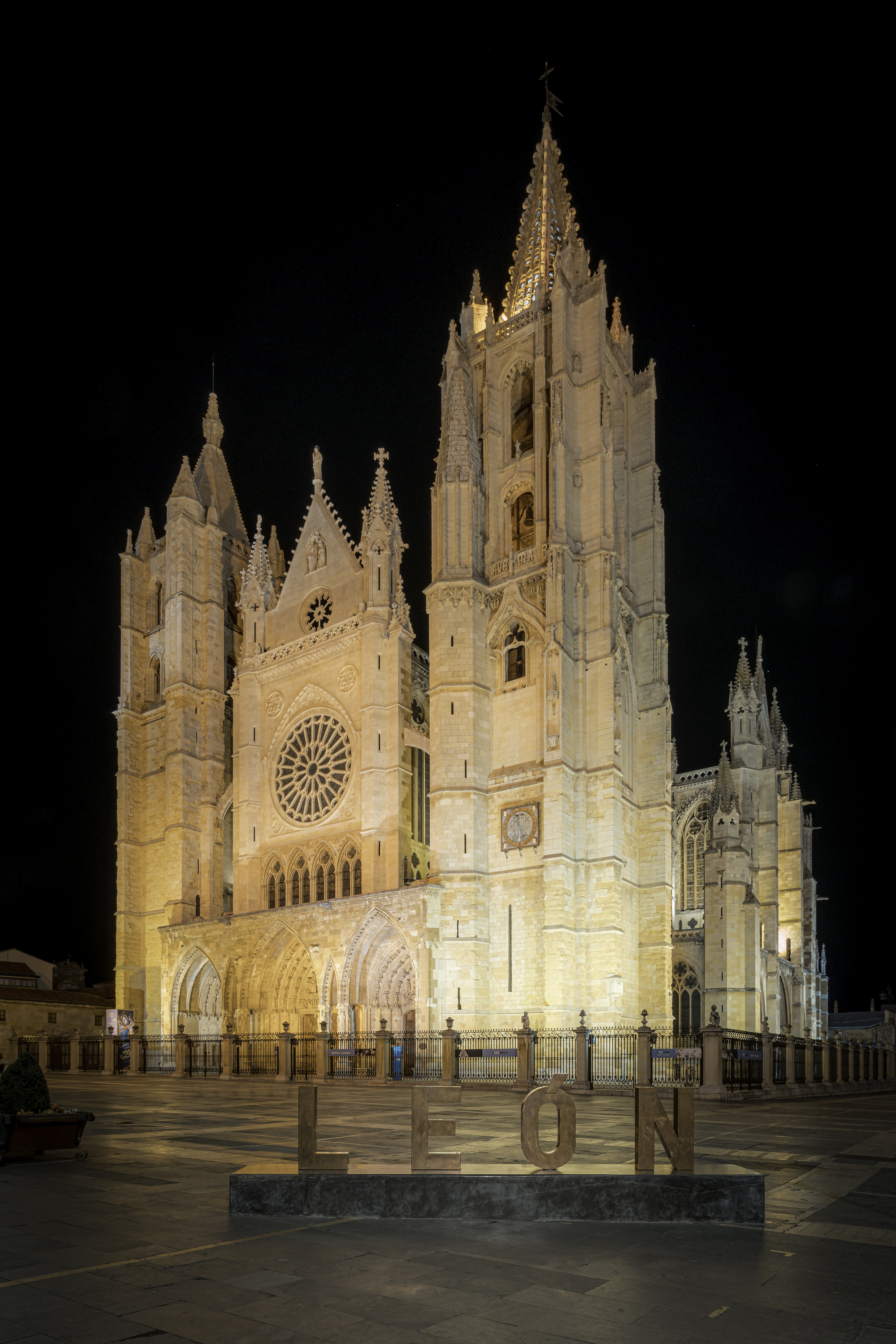
Fachada occidental de la catedral con su iluminación nocturna

La fachada occidental es la principal de la catedral, y por la que normalmente se accede al templo. Consta de un triple pórtico ojival similar al de la catedral de Reims. En las jambas, arquivoltas, tímpanos y parteluces de las portadas se desarrolla un trabajo escultórico de destacado papel en el gótico español, actuando de filtro de la influencia francesa. Encima del pórtico se sitúa el gran rosetón central, con vidrieras de finales del siglo XIII. El hastial triangular neogótico actual fue construido por Demetrio de los Ríos a finales del siglo XIX durante su restauración, siendo desmontado el anterior plateresco del siglo XVI.

#### Torres

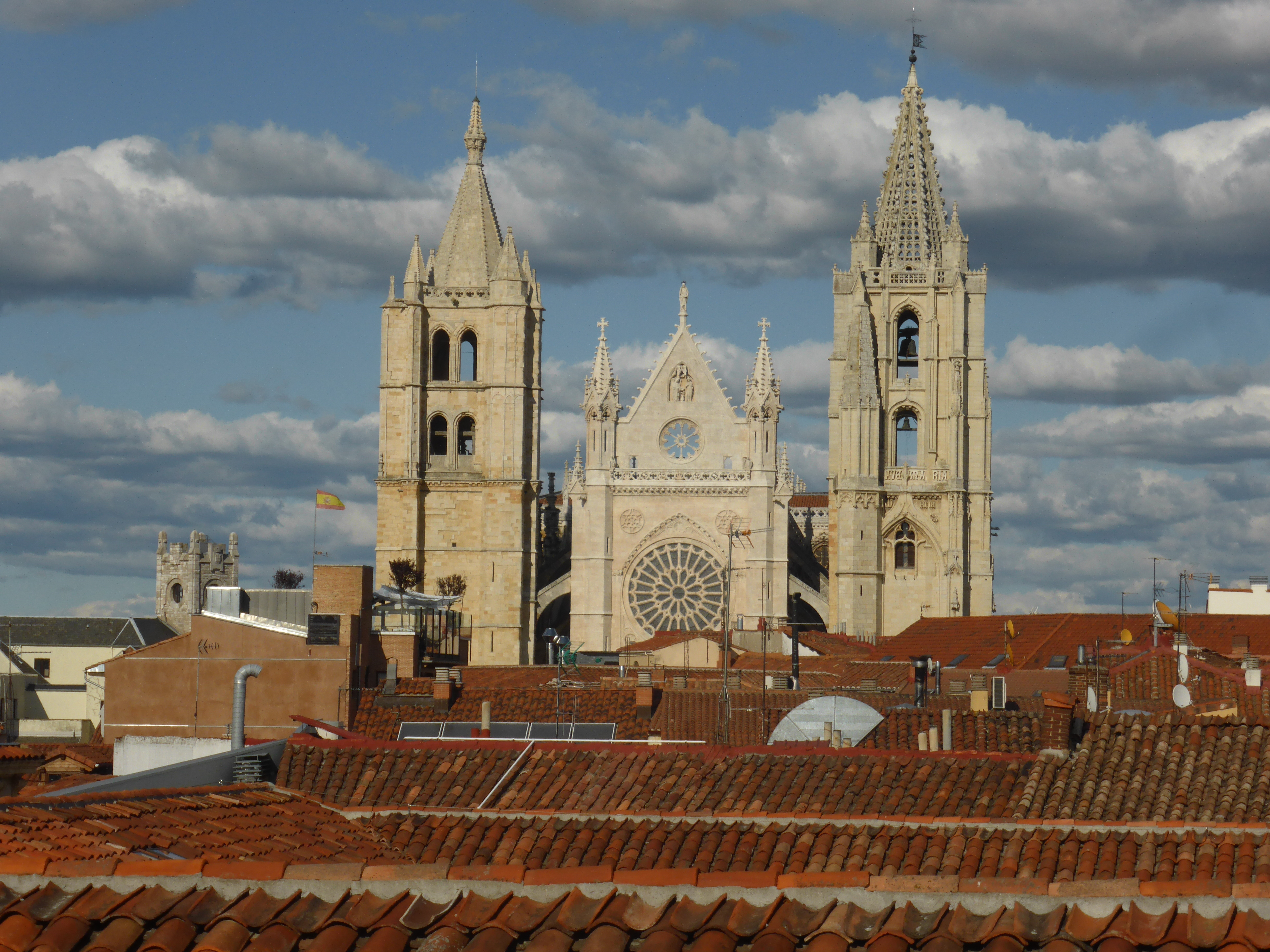
Torres desde la Casa Botines

La fachada se encuentra flanqueada por dos torres góticas de 65 y 68 metros respectivamente. El hecho que las torres sean diferentes, en forma y altura, responde a momentos diferentes de la construcción y es bastante típico del gótico. La torre norte o de las campanas fue iniciada en el siglo XIII y terminada en el siglo XIV, siendo más sobria y maciza, terminada en una aguja cerrada. La torre sur o del reloj se inició también en el siglo XIII, pero no fue concluida hasta finales del siglo XV, momento en el que el maestro Justín le dio remate. Su estilo es gótico flamígero, con una aguja calada, estando menos acorde con el resto del edificio que su compañera. Las torres de la catedral de León presentan la particularidad de estar adosadas a las naves laterales, en lugar de surgir de ellas. Esto permite la curiosa vista de los arbotantes de las naves laterales desde la fachada occidental.

#### Portadas

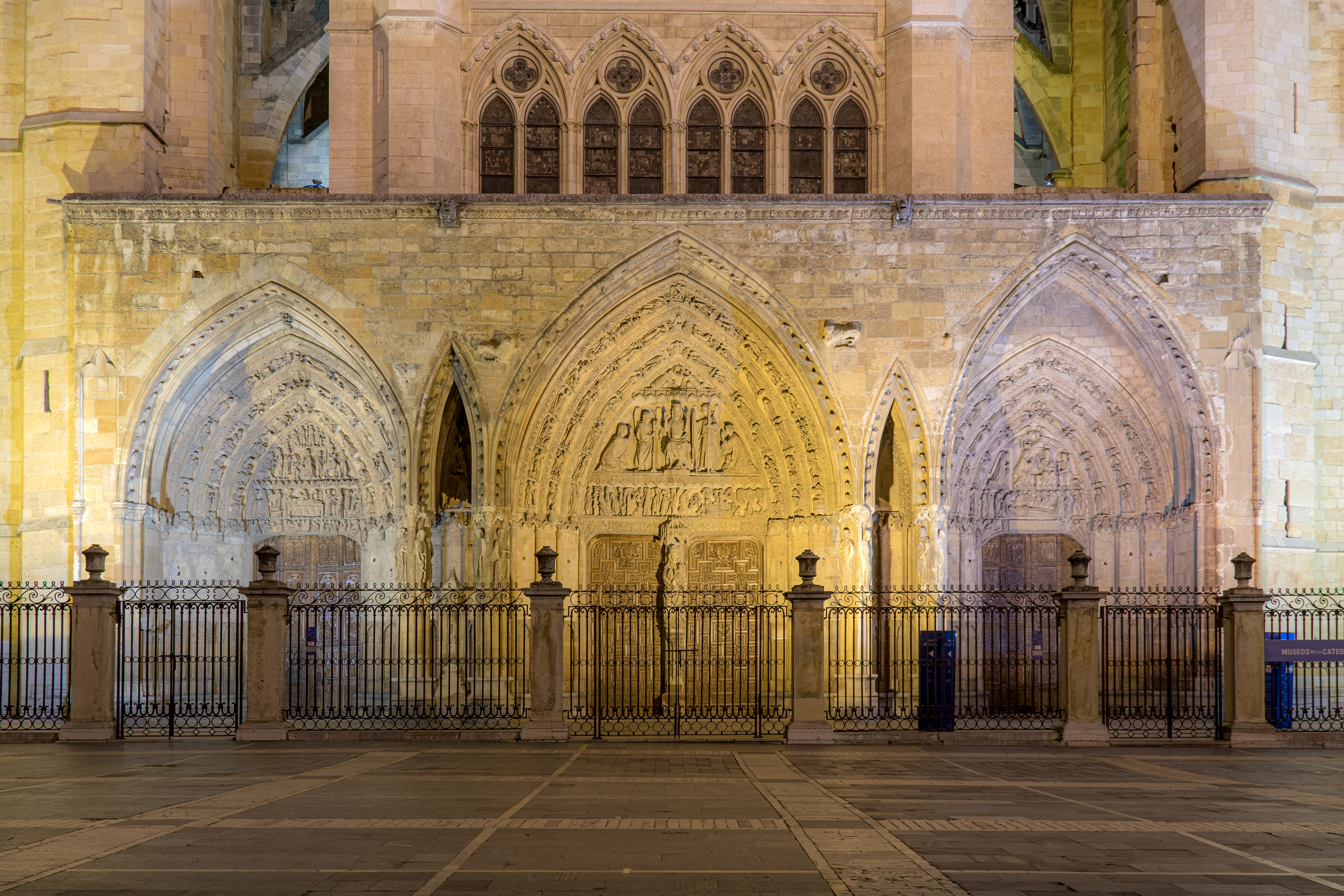
Triple pórtico occidental de acceso al templo

Realizadas en la segunda mitad del siglo XIII, las riquezas de las portadas de la catedral de León la convierten en el máximo exponente de la escultura gótica española. El triple pórtico occidental se encuentra dedicado en los laterales a San Francisco y a San Juan Bautista, mientras la portada principal representa el Juicio Final. La influencia francesa se evidencia en esta portada principal, realizada en torno al año 1270. De esta destacan los personajes de las jambas y Nuestra Señora La Blanca en el parteluz, hoy sustituida por una copia ejecutada por Andrés Seoane. Las figuras presentan el naturalismo propio del gótico, que se impone sobre el simbolismo y hieratismo románicos. El trabajo de los pliegues en los ropajes, la expresión e individualización de los rostros y la sensación de movimiento son las principales características. El modelo de Nuestra Señora La Blanca o Virgen Blanca destaca por su humanidad, conseguida en gran parte por la sonrisa que recuerda al Ángel de la Anunciación de la catedral de Reims.
La portada izquierda, o de San Juan, muestra en el tímpano el Ciclo de la Natividad de Jesús: Visitación, Nacimiento, Adoración de los Pastores, Herodes, Epifanía y Matanza de los Inocentes, con un gran sentido de la narración. En las arquivoltas aparece una alusión del árbol de Jesé, en relación con la genealogía de Cristo e historias relacionadas con la vida de San Juan Bautista, quien da el nombre a la puerta. Entre esta portada y la siguiente, aparece el locus apellationis, la columna ante la que se administraba justicia en el Reino de León, según normas que se remontan al Fuero Juzgo y al fuero leonés del año 1020, y que provoca la comparación de Alfonso X, patrocinador del templo, con la figura del rey Salomón, representado al fondo sobre la columna.
La portada central, llamada de la Virgen Blanca o del Juicio Final, está presidida por el Cristo Juez que muestra sus estigmas, mientras los ángeles portan los instrumentos de su martirio y la Virgen y San Juan se arrodillan como principales intercesores. Bajo él y en las arquivoltas se desarrolla el juicio en el que san Miguel pesa las almas (psicostasis) y separa a los bienaventurados que van al paraíso (incluidos Alfonso X o San Francisco, que aparecen con varios instrumentos de música), de los condenados que sufren los tormentos del infierno, que son devorados por demonios o introducidos en calderas hirviendo. En las arquivoltas aparecen escenas de la resurrección de los santos. El parteluz de ambas puertas es presidido por una reproducción de la «Virgen Blanca» con el Niño en las manos, realizada por Andrés Seoane (la original está guardada en el interior del templo, en la capilla del mismo nombre), siendo la escultura más representativa de la catedral y una de las de más calidad del gótico español. Junto a las puertas, aparecen esculturas de santos, evangelistas y protagonistas del Antiguo Testamento. Destaca la escultura de Santiago (reconocida por la concha de su gorro) cuyo pedestal está gastado, según la tradición, por el roce de las manos de los peregrinos a su paso por León de camino hacia Santiago de Compostela.
La portada de la derecha, o de san Francisco, está dedicada a la Virgen, relatando el tímpano la muerte y coronación de María y portando las arquivoltas varios concejos de ángeles, y en el exterior, las cinco vírgenes prudentes frente a las cinco necias. Las jambas albergan figuras de varios profetas de distinta cronología.

### Fachada sur

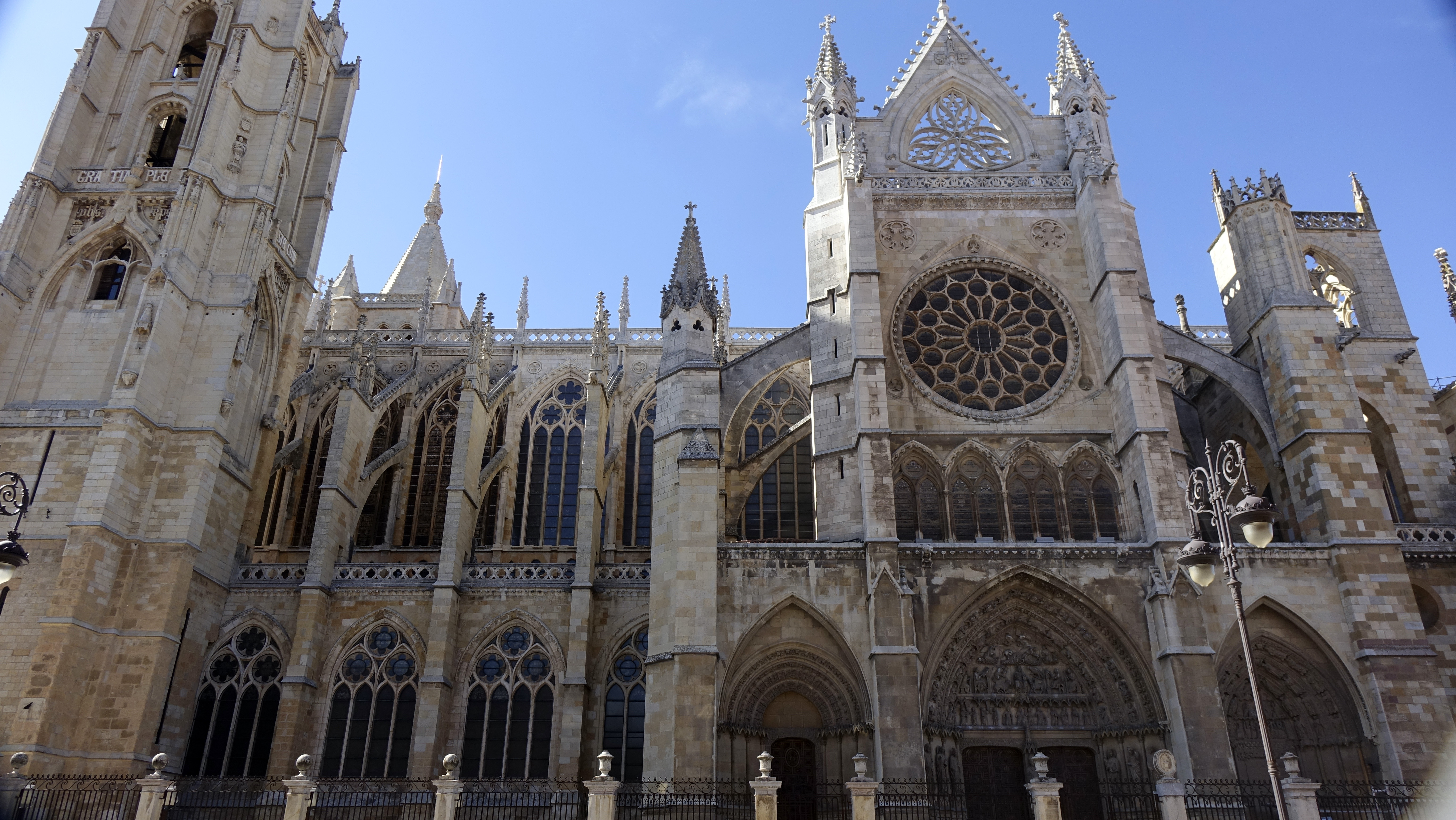
Fachada sur

#### Fachada
Se extiende hacia Puerta Obispo, orientada al sur del templo. Fue la zona que más sufrió los problemas constructivos de la catedral, y por ello fue reconstruida en varias ocasiones. En el siglo XVII, el triforio fue cegado, y se colocó un hastial barroco en forma de espadaña, y en el siglo XVIII, tras el terremoto de Lisboa, su rosetón fue desmontado y sustituido por una ventana doble barroca. Durante las grandes restauraciones de finales del siglo XIX, Matías Laviña proyectó la fachada actual, construyendo un nuevo rosetón, triforio y hastial neogóticos, imitando la fachada norte, que nunca fue retocada. A la derecha del gran rosetón encontramos la torrecilla denominada «silla de la reina», realizada en el siglo XV por el maestro Justín, que servía para recoger los empujes de los arbotantes hacia la cabecera.

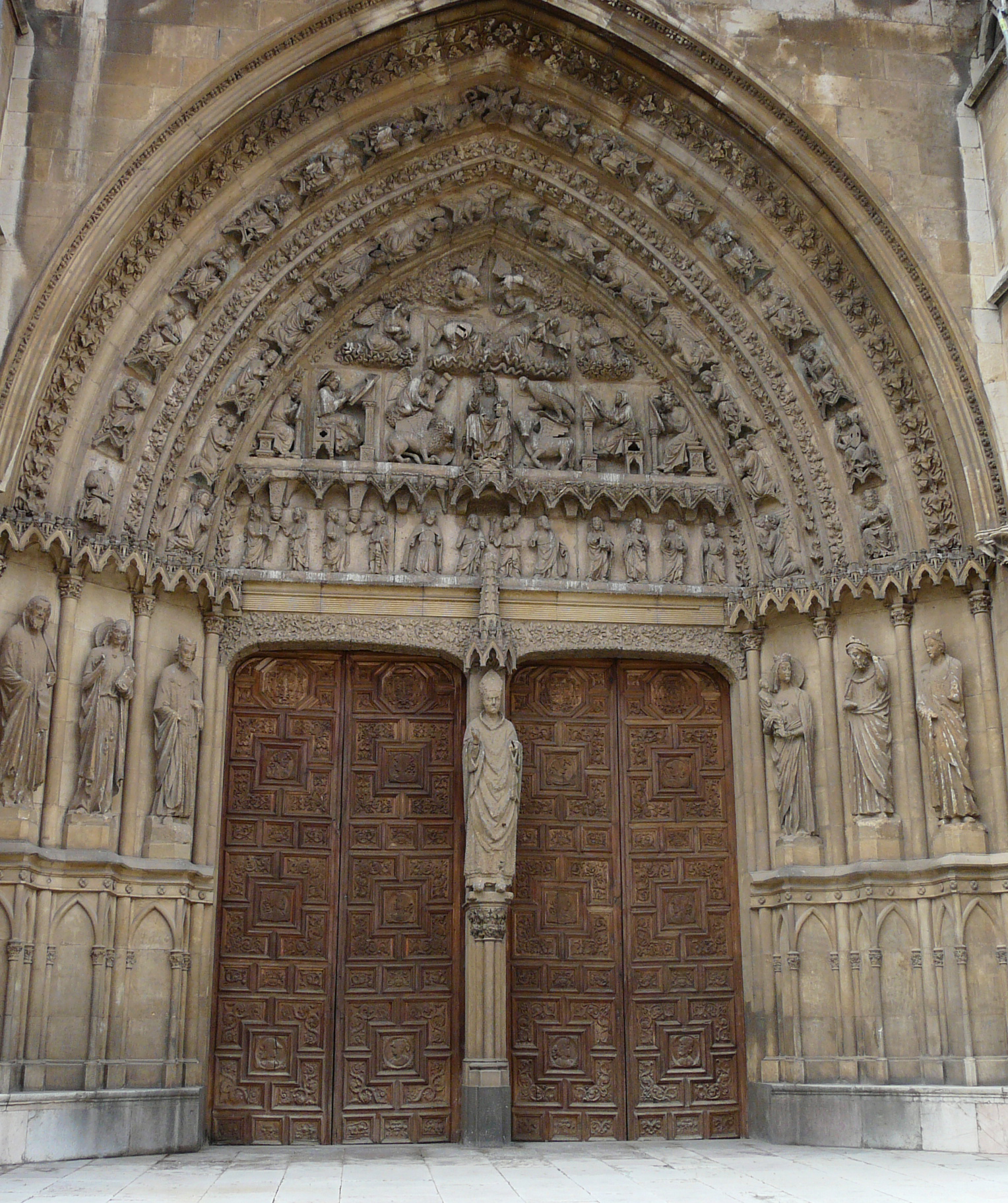
Portada del sarmental en la fachada sur, san Froilán preside el parteluz

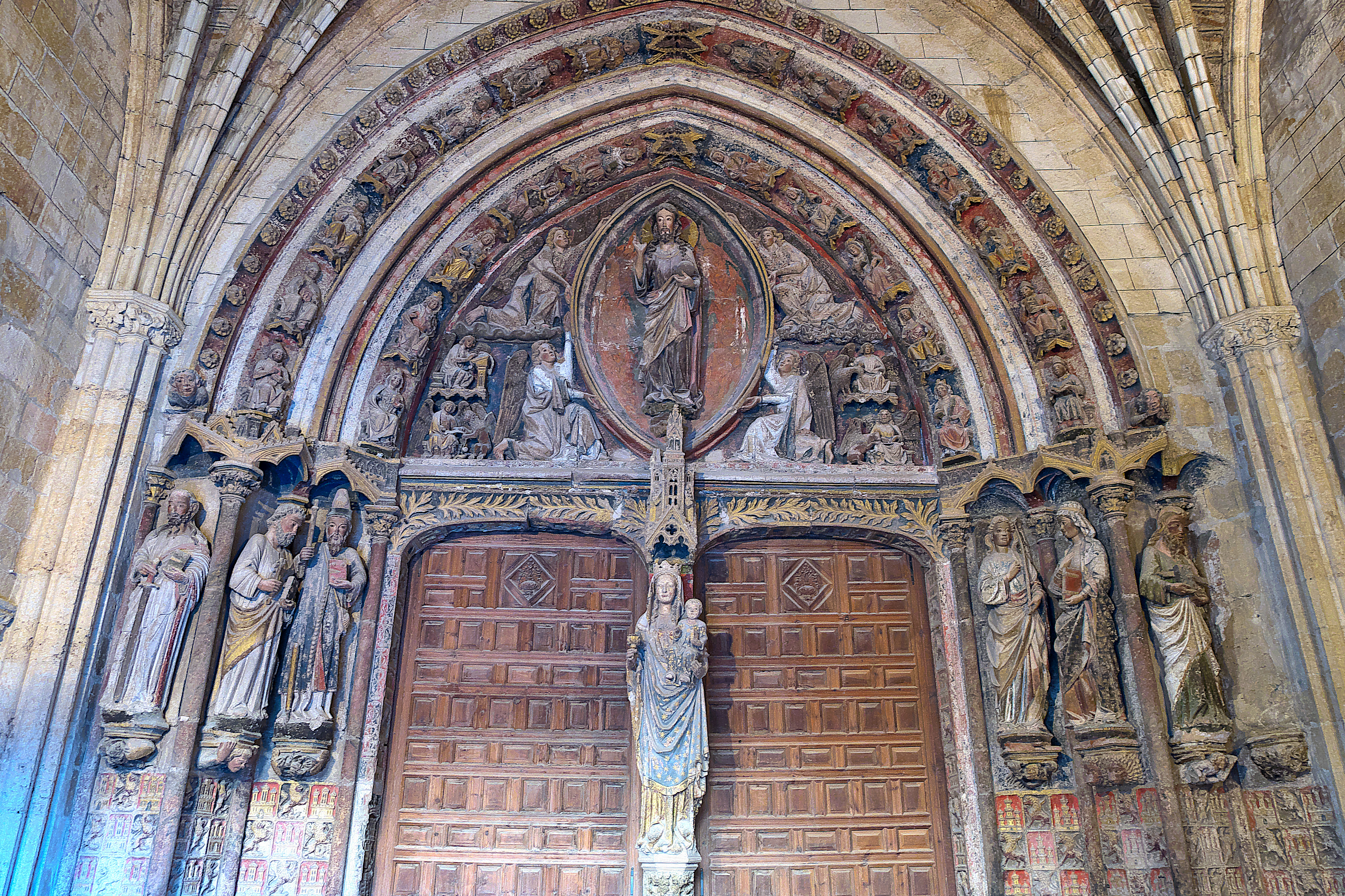
Portada policromada de la Virgen del Dado en la fachada norte, que da acceso al claustro

#### Portadas
La portada sur también cuenta con tres pórticos, al estilo de las catedrales góticas francesas, realizados entre 1265 y 1275.
La portada izquierda es la denominada «de la muerte», por la configuración que acompaña al tamizado heráldico de Castilla y León. No posee decoración en el tímpano, solo en las arquivoltas y jambas. El nombre de Puerta de la Muerte procede de una figura de un esqueleto con alas, colocado en época posterior en una de las ménsulas.
La central, llamada «del Sarmental», es muy similar a la Puerta del Sarmental de la catedral de Burgos, representando a Cristo sedente como Pantocrátor mostrando el Libro de la Ley, y rodeado del tetramorfos: el toro (san Lucas), el águila (san Juan), el león (San Marcos) y el hombre (San Mateo). A sus lados aparecen evangelistas sentados, escribiendo sobre pupitres. Ángeles y ancianos del Apocalipsis con instrumentos musicales adornan las arquivoltas. El parteluz está ocupado por una estatua de San Froilán.
La portada derecha, llamada «de san Froilán», muestra en su tímpano escenas de la vida del santo, su muerte y el traslado de sus reliquias a la catedral leonesa. Las arquivoltas están decoradas con ángeles. Esta portada tuvo gran importancia en la Edad Media pues por ella entraba el obispo, al estar situado enfrente el Palacio Episcopal. Además, también era empleada por todos los peregrinos que entraban por una puerta de la muralla cerca de la catedral para visitar los restos del santo. Actualmente se encuentra cegada.

### Fachada norte

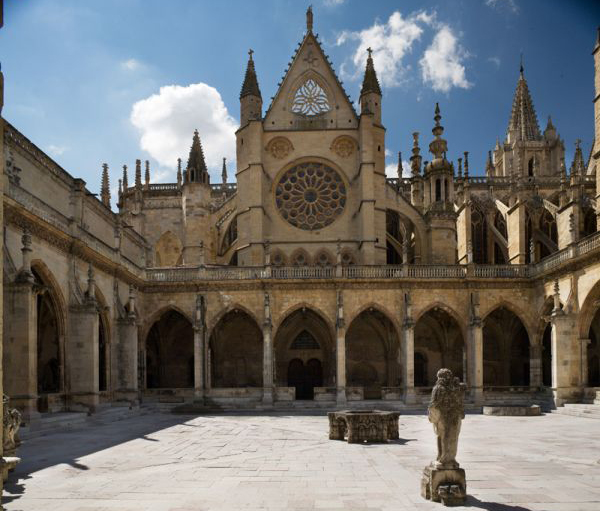
Fachada norte desde el claustro

#### Fachada
La fachada norte de la catedral es poco visible porque está encima del claustro, lo que impide su visibilidad total, a no ser desde el mismo o desde las alturas de la ciudad. Consta de un hastial con triforio presidido por un gran rosetón con vidrieras de finales del siglo XIII. El remate del hastial triangular y su rosa calada es del siglo XV, y fue usado como modelo para la reconstrucción de los hastiales de los lados sur y oeste en las restauraciones de finales del siglo XIX. A la izquierda de la fachada está otra torrecilla, «la Limona», realizada en el siglo XV para recoger los empujes de los arbotantes hacia la cabecera. Esta fachada no ha sido retocada por las grandes restauraciones, permaneciendo inalterada desde su construcción. 

#### Portadas

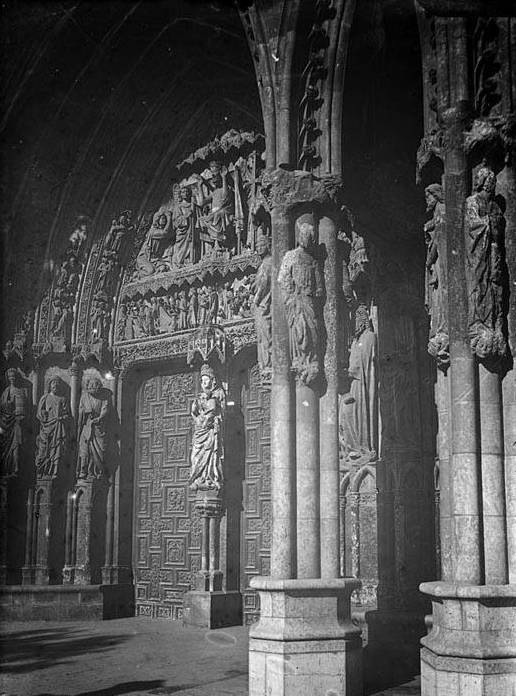
Portada central con la escultura de la Virgen Blanca, a comienzos del

En su origen constaba, como en los casos anteriores, de una portada triple, pero no da al exterior del templo, sino que está cubierta por la estancia de acceso al claustro.
La portada izquierda fue cegada y desapareció con la construcción del claustro.
La portada central, llamada «de la Virgen del dado» se llevó a cabo en la última década del siglo XIII y aún conserva la mayoría de la policromía, del siglo XV. En el tímpano, un Cristo bendice desde la almendra mística que sujetan los ángeles y flanquean los Evangelistas. En el parteluz aparece la escultura de la Virgen del Dado, llamada así por la leyenda sobre un soldado que arrojó sus dados, a causa de una adversidad en el juego, hacia el rostro de Niño, que sangró milagrosamente (frente a ella se representa el milagro en una vidriera). En las jambas aparecen Pablo, Pedro, Santiago, Mateo y la Anunciación a María.
La portada derecha se usa como entrada y salida a la estancia que da salida al claustro. El tímpano no es escultórico, sino que posee una pintura gótica de la Virgen con el Niño. En las arquivoltas hay figuras vegetales. También conserva la policromía.

### Naves
La catedral de León cuenta con tres naves y un transepto. La nave central mide 90 metros de largo y 30 de altura, mientras que las dos naves laterales miden 15 metros de altura, y se unen a través de la girola. Desde el exterior, son perfectamente visibles todos los contrafuertes, los arbotantes y los pináculos a lo largo de las naves, que sirven para desviar los empujes del edificio al exterior y poder perforar las naves con grandes ventanales. También existen gran cantidad de gárgolas, con forma de animales o monstruos míticos, que servía para escupir al exterior el agua que caía del tejado a través de los arbotantes.
De cara al exterior lo más importante es el reemplazo de los muros de piedra por los vanos con vidrieras. Las dos naves laterales están perforadas con vanos desde la fachada occidental hasta el transepto, constituyendo los ventanales de la parte baja del edificio. La nave principal está perforada con grandes ventanales que recorren todo el edificio, incluido el transepto y el ábside, dando lugar al claristorio. Justo debajo está el triforio calado que también recorre el edificio. Esta aligeración de los muros es lo que da lugar a la llamada «desmaterialización» del arte gótico. Algunas volutas y adornos que se pueden observar en la piedra entre los ventanales de la nave principal son obra de las restauraciones de finales del siglo XIX.

### Ábside

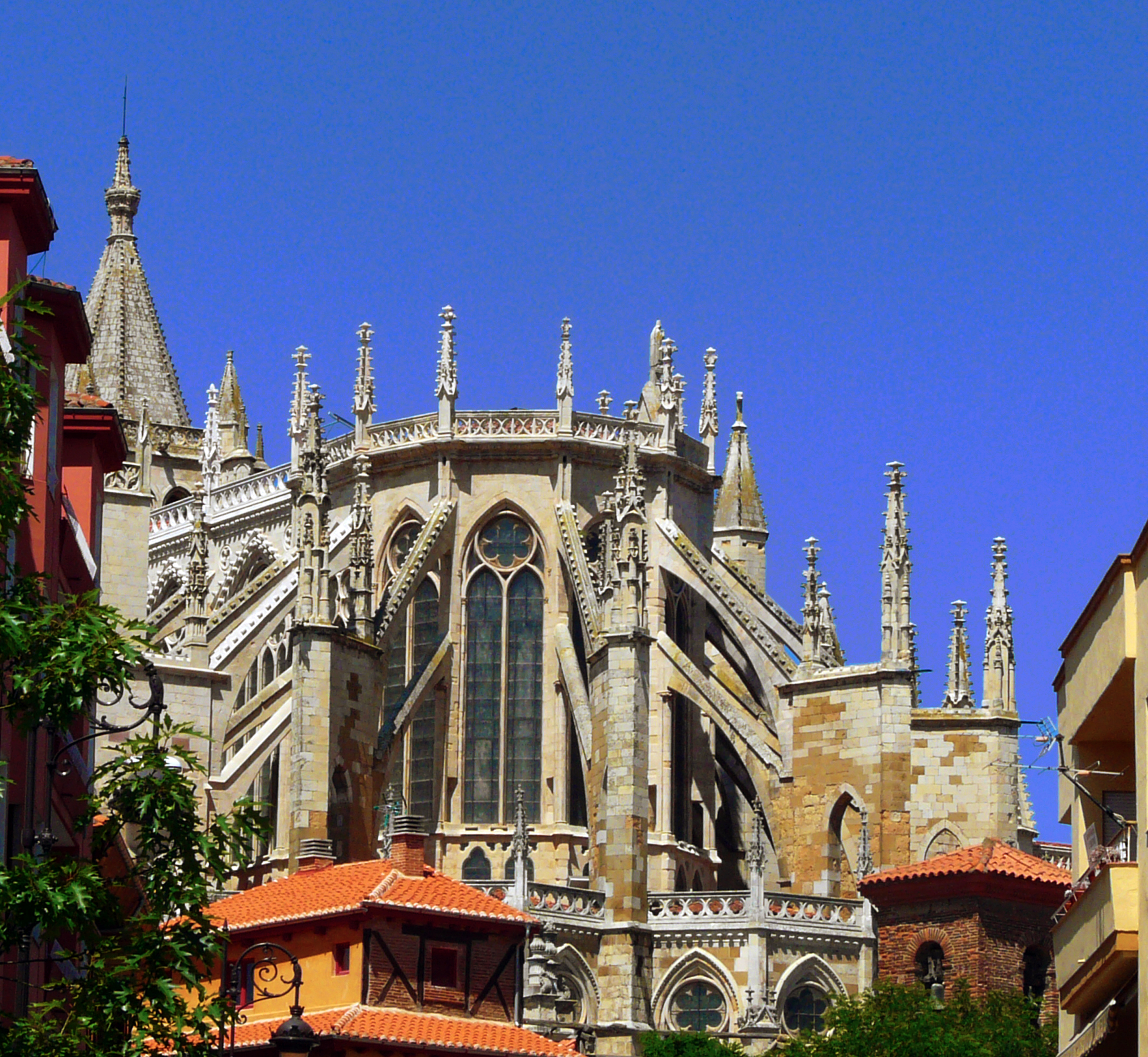
El ábside, desde el barrio de El Ejido.

El ábside es la parte más antigua de la catedral, debido a que las iglesias comenzaban a construirse por la cabecera para poder realizarse culto antes de la conclusión definitiva del templo. La vista de la catedral desde el ábside es una de las más impresionantes, porque es en esta zona donde los arbotantes alcanzan su mayor espectacularidad. Los arbotantes desvían los empujes hacia el exterior permitiendo aligerar los muros, que pueden ser perforados por grandes ventanales. Durante gran parte del año, los pináculos del ábside de la catedral leonesa son usados como posadero y nidos por numerosas cigüeñas. Algunas de ellas pasan el invierno en León.

## Interior
En cuanto a su alzado interior, la catedral sigue con el modelo francés en tres pisos o registros. El primero es el de los arcos formeros apuntados con pilares fasciculares, cuyos baquetones se insertan en los nervios de las bóvedas creando un eje que marca la verticalidad del interior. El segundo piso cuenta con un triforio y el tercero es el claristorio, o conjunto de vidrieras.

### Coro

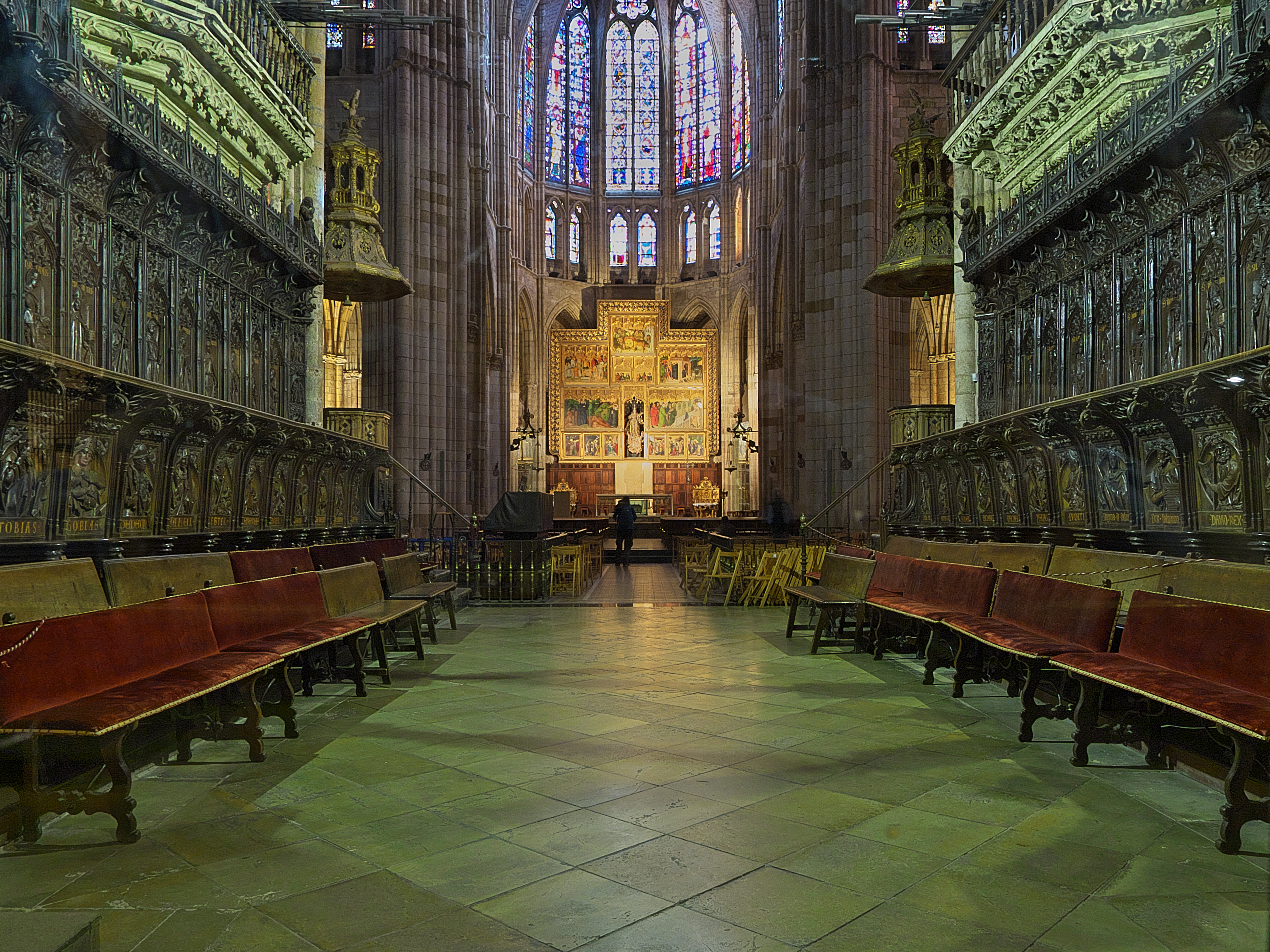
Coro en la nave central

En León, también según la costumbre extranjera, estaba situado originalmente en la cabecera, delante del altar mayor. En el año 1746 finalmente fue trasladado al centro de la nave mayor. El arquitecto Cárdenas en el año 1915 abriría el gran arco central con unos enormes cristales que recuperan, en parte, la vieja perspectiva de la nave central y la vista del altar mayor.
La sillería actual, quizá sustituta de una anterior, fue realizada entre los años 1461 y 1481 en estilo gótico en madera de nogal. Se trata de una de las sillerías más antiguas de España. A un primer maestre Enrique, carpintero que planearía el trabajo, sucedieron Juan de Malinas y el maestro Copín, imagineros de las principales tallas (testeros y respaldos). Un riquísimo elenco de motivos congrega a los habituales personajes del Antiguo Testamento y a los santos en los lugares más visibles, contraponiéndolos a varias figuras profanas de tono burlesco y costumbrista, a la moda nórdica. Los autores no se recataron en utilizar figuras de clérigos para satirizar vicios, en mordaces escenas que llegan a veces a la obscenidad.

### Órgano

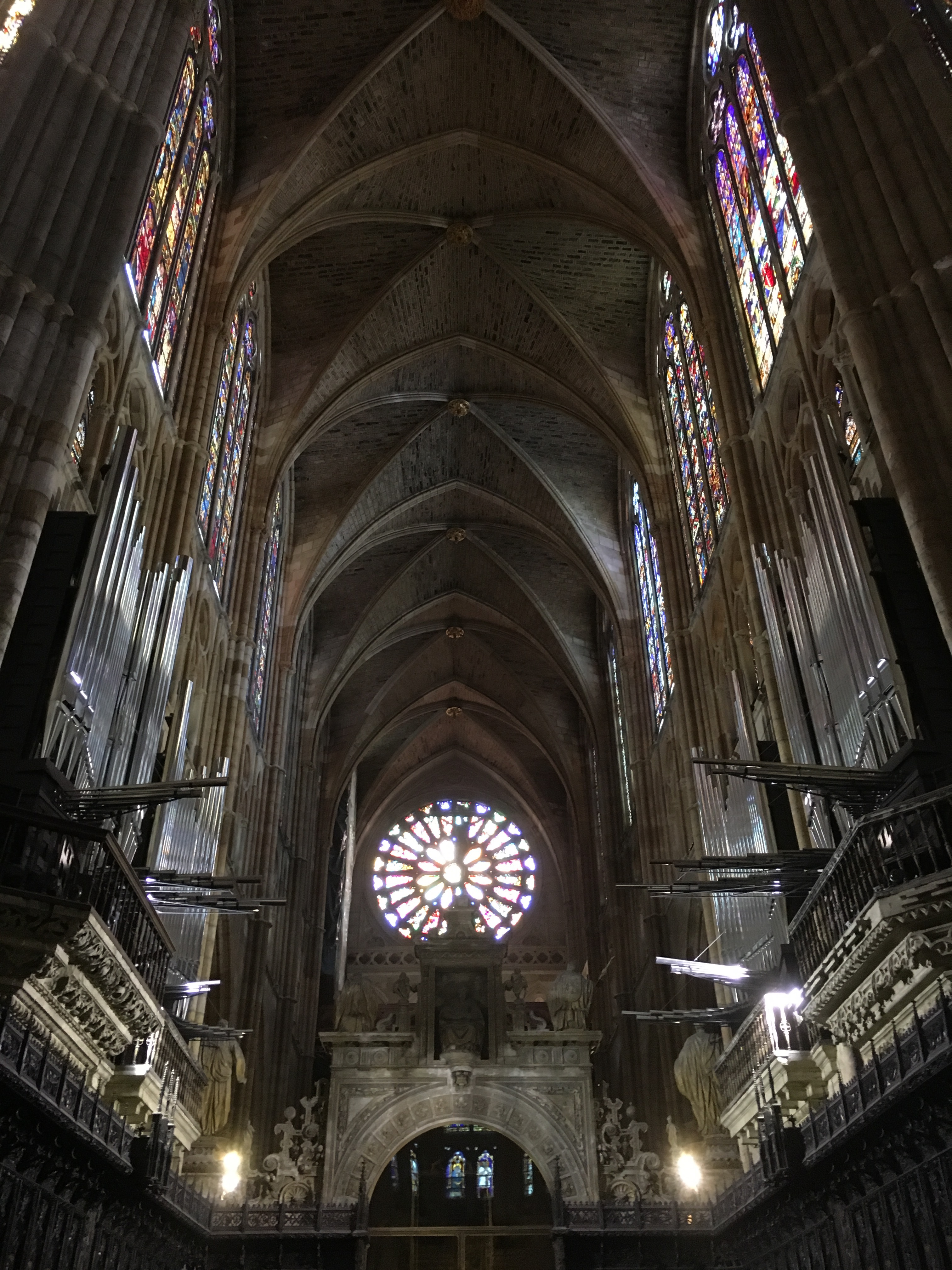
El órgano, repartido en cuatro secciones a los lados del coro.

La tradición organística en la seo leonesa se remonta a la Edad Media, como es habitual en las catedrales europeas. Heredero de esta larga historia es el actual órgano monumental, que se dispone en las cuatro tribunas que se hallan sobre los costados del coro. Este instrumento fue construido por la empresa de organería Klais Orgelbau de Bonn (Alemania) e inaugurado el 21 de septiembre de 2013. La concepción y disposición sonora del órgano son obra del compositor y organista francés Jean Guillou, mientras que el diseño de las fachadas de tubos se debe al artista leonés Paco Chamorro Pascual. Los tubos correspondientes a los teclados manuales I y II se sitúan en las dos cajas enfrentadas del este del coro, mientras que entre las dos del lado oeste se encuentran las dos secciones de la división expresiva (que se toca desde el III Teclado) y los tubos de los Teclados IV y V. El órgano tiene un total de 64 registros (incluidos once registros por transmisión) repartidos en cinco teclados manuales y uno de pedal. Las transmisiones de notas y registros son eléctricas.
Su disposición sonora de registros es la siguiente:
| I Teclado Do1-Do5 |                   |         |
| 1.                | Flauta doble      | 08′     |
| 2.                | Flauta del bosque | 02′     |
| 3.                | Decimonovena      | 01 1/3' |
| 4.                | Címbala II        | 01′     |
| 5.                | Alícuota II       | 01 1/7′ |
| 6.                | Dulzaina          | 016′    |
| 7.                | Cromorno          | 08′     |
|                   | Trémolo           |         |

| II Teclado Do1-Do5 |               |         |
| 8.                 | Principal     | 016′    |
| 9.                 | Principal     | 08′     |
| 10.                | Gran Flauta   | 08′     |
| 11.                | Octava        | 04′     |
| 12.                | Gran Nazardo  | 05 1/3' |
| 13.                | Gran Tercia   | 03 1/5′ |
| 14.                | Quincena      | 02′     |
| 15.                | Corneta III-V | 02 2/3′ |
| 16.                | Mixtura III   | 04′     |
| 17.                | Lleno III-V   | 02 2/3′ |
| 18.                | Fagot         | 016′    |
| 19.                | Trompeta      | 08′     |
| 20.                | Oboe          | 08′     |

| III Teclado (expresivo) Do1-Do5 |                         |         |
|                                 | Sección A               |         |
| 21.                             | Salicional              | 08′     |
| 22.                             | Unda maris              | 08′     |
| 23.                             | Flauta octaviante       | 02′     |
| 24.                             | Decimonovena            | 01 1/3′ |
| 25.                             | Lleno IV                | 02′     |
| 26.                             | Fagot                   | 016′    |
| 27.                             | Oboe                    | 08′     |
| 28.                             | Voz humana              | 08′     |
|                                 | Trémolo                 |         |
|                                 |                         |         |
|                                 | Sección B               |         |
| 29.                             | Principal               | 08′     |
| 30.                             | Corno de noche          | 08′     |
| 31.                             | Flauta cónica           | 04′     |
| 32.                             | Corneta-Carillón II-III | 01 3/5′ |
| 33.                             | Trompeta                | 08′     |

| IV Teclado Do1-Do5 |                     |         |
| 34.                | Flauta mayor        | 016′    |
| 35.                | Principal           | 08′     |
| 36.                | Flauta armónica     | 08′     |
| 37.                | Flauta octaviante   | 04′     |
| 38.                | Nazardo armónico    | 02 2/3′ |
| 39.                | Corno               | 02′     |
| 40.                | Tercera armónica    | 01 3/5′ |
| 41.                | Piccolo             | 01′     |
| 42.                | Tiorba III          | 03 1/5′ |
| 43.                | Bombarda            | 016′    |
| 44.                | Trompeta de batalla | 08′     |

| V Teclado Do1-Do5 |                    |         |
| 45.               | Principal          | 08′     |
| 46.               | Flauta de chimenea | 08′     |
| 47.               | Flauta dulce       | 04′     |
| 48.               | Sesquiáltera II    | 02 2/3′ |
| 49.               | Piccolo            | 01′     |
| 50.               | Lleno III          | 01 1/3′ |
| 51.               | Ranquette          | 016′    |
| 52.               | Dulzaina           | 08′     |
|                   | Trémolo            |         |

| Pedal Do1-Fa3 |            |          |
| 53.           | Principal  | 016′     |
| 54.           | Flauta     | 016′     |
| 55.           | Quinta     | 010 2/3′ |
| 56.           | Flauta     | 08′      |
| 57.           | Flauta     | 04′      |
| 58.           | Corno      | 02′      |
| 59.           | Tiorba III | 06 2/5′  |
| 60.           | Lleno III  | 05 1/3′  |
| 61.           | Bombarda   | 016′     |
| 62.           | Fagot      | 016′     |
| 63.           | Fagot      | 08′      |
| 64.           | Clarín     | 04′      |

- Enganches:
  - Al unísono: I/II, III/I, III/II, IV/I, IV/II, IV/III, V/II, V/III, V/IV, I/P, II/P, III/P, IV/P, V/P
  - Octavas graves: I/II, III/II, III/III, V/II, V/P

### Trascoro
Primeramente un antecoro que miraba a los fieles desde el altar clausurado e inaccesible, fue trazado por Juan de Badajoz el Mozo en estilo plateresco. La obra se remataría entre los años 1560 y 1590 en plena contrarreforma, elevando su envergadura con imágenes laterales y un gran arco triunfal. Esteban Jordán labró los cuatro relieves de alabastro con escenas de la Anunciación, Nacimiento y Adoración.

### Altar mayor

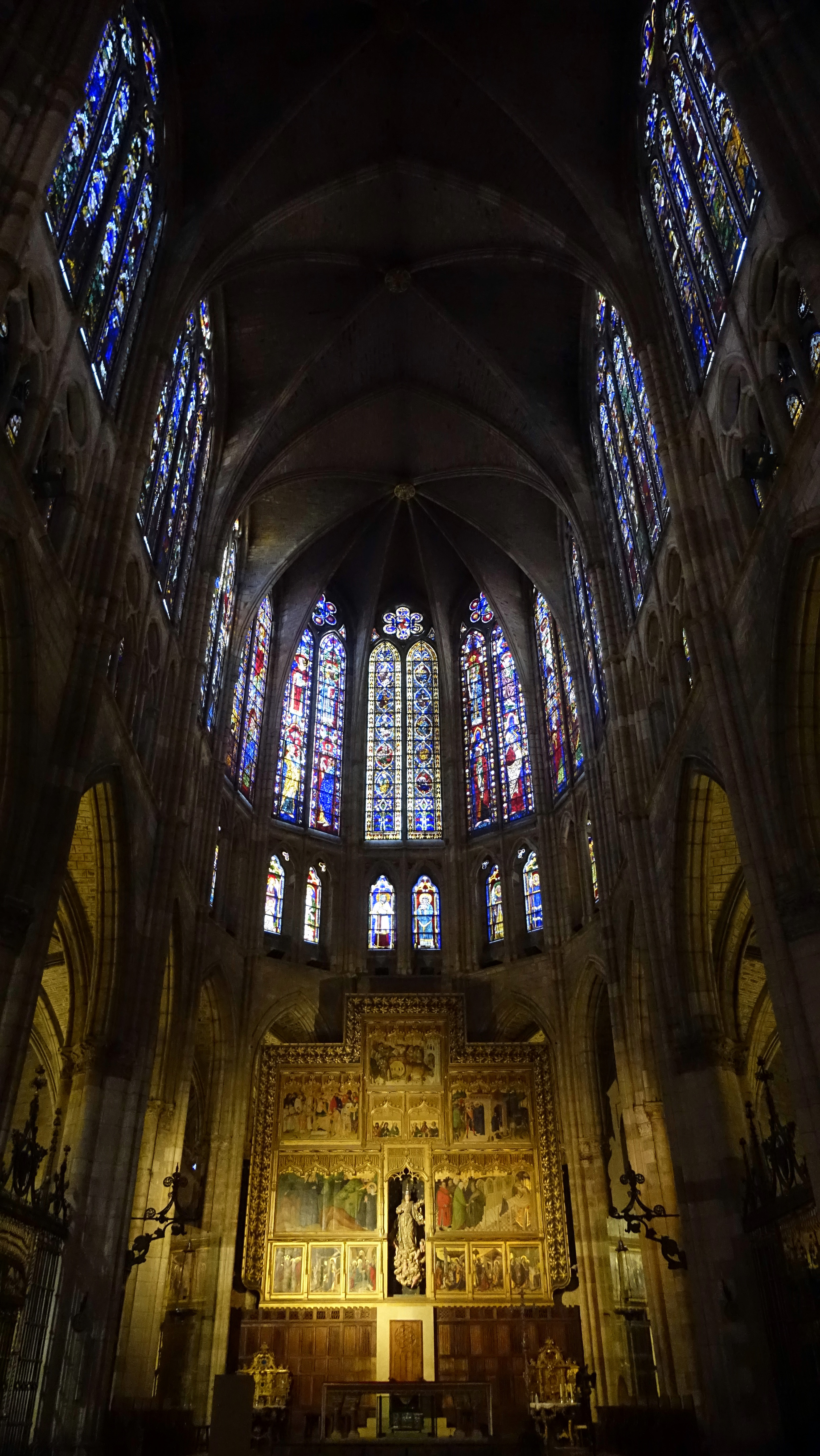
Altar mayor de la catedral, rodeado por las vidrieras del ábside

El altar mayor o capilla mayor de la catedral está actualmente ocupado por un retablo neogótico montado por Juan Bautista Lázaro con cinco tablas procedentes del retablo perdido realizado por Nicolás Francés a mediados del siglo XV, y otras de procedencia diversa (Palanquinos, etc.). Representan la vida de san Froilán, el traslado del cuerpo de Santiago y la Presentación de la Virgen, en una mezcla de estilo gótico internacional y gótico flamenco. Destacan las tablas laterales, en especial el Descendimiento de la izquierda.
En el altar, el arca de san Froilán, obra maestra del platero Enrique de Arfe (1519-1522) con algunas modificaciones barrocas. El altar está cerrado por una verja de estilo plateresco, obra de Juan de Badajoz el Mozo.

### Girola y capillas

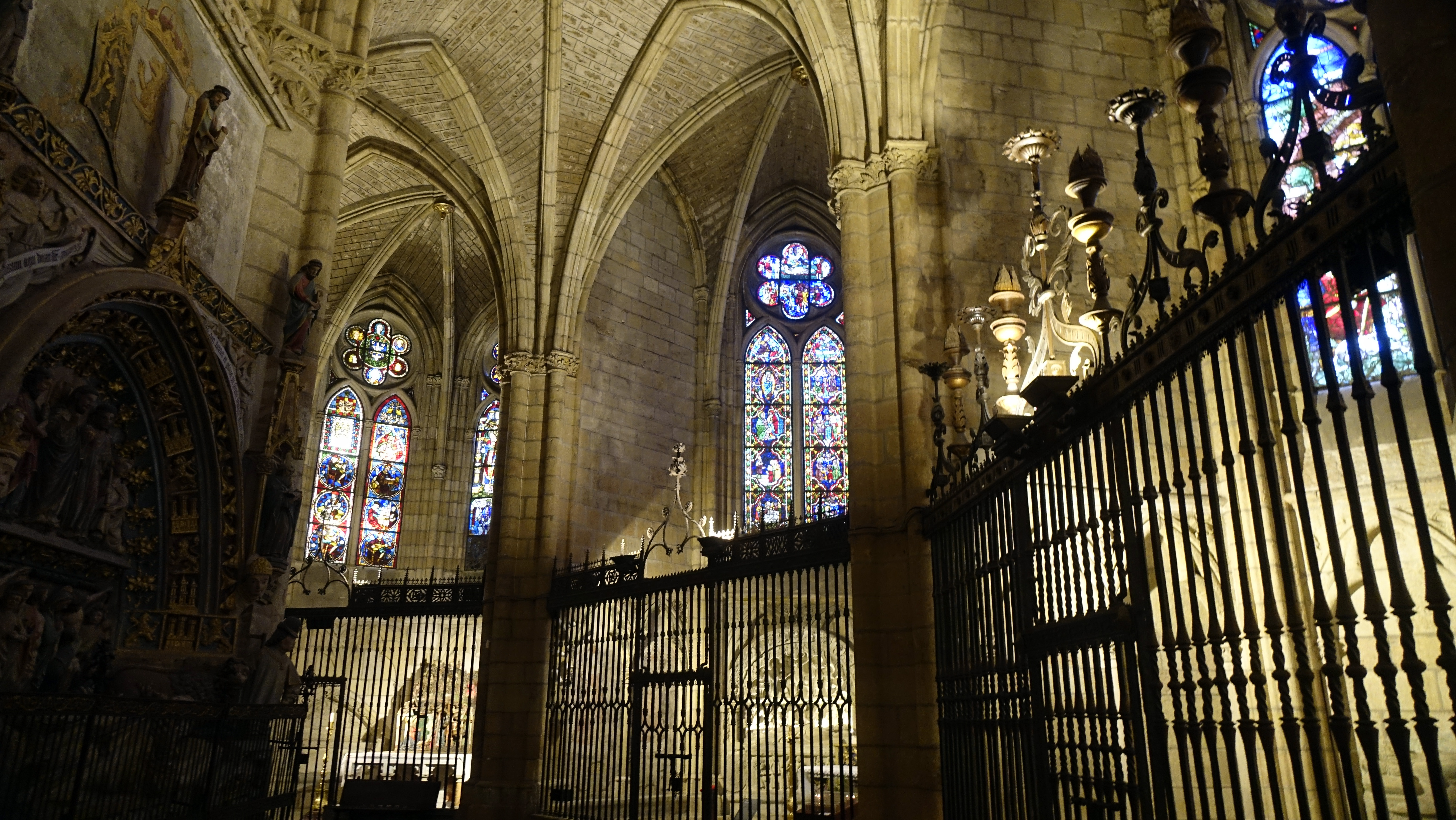
Girola de la catedral

Alrededor de la parte trasera del altar mayor se encuentra la girola o deambulatorio. En el caso de la catedral de León, como muchas otras del Camino de Santiago, la girola tiene un gran espacio, para permitir el paso de abundantes peregrinos y evitar aglomeraciones. Consta de nueve capillas de forma hexagonal, dispuestas alrededor del deambulatorio, y delimitadas por rejas. Cada una de estas capillas está presidida por un ventanal doble con vidrieras.

#### Capilla del Carmen
Dispuesta en la nave sur, justo después del crucero, e inmediatamente antes de llegar a la girola. Alberga el sepulcro del obispo Rodrigo Álvarez y posee un pequeño altar.

#### Capilla del Cristo
También anterior a la girola, está centrada en torno a un retablo renacentista con calvario, obra de Juan de Valmaseda (1524).

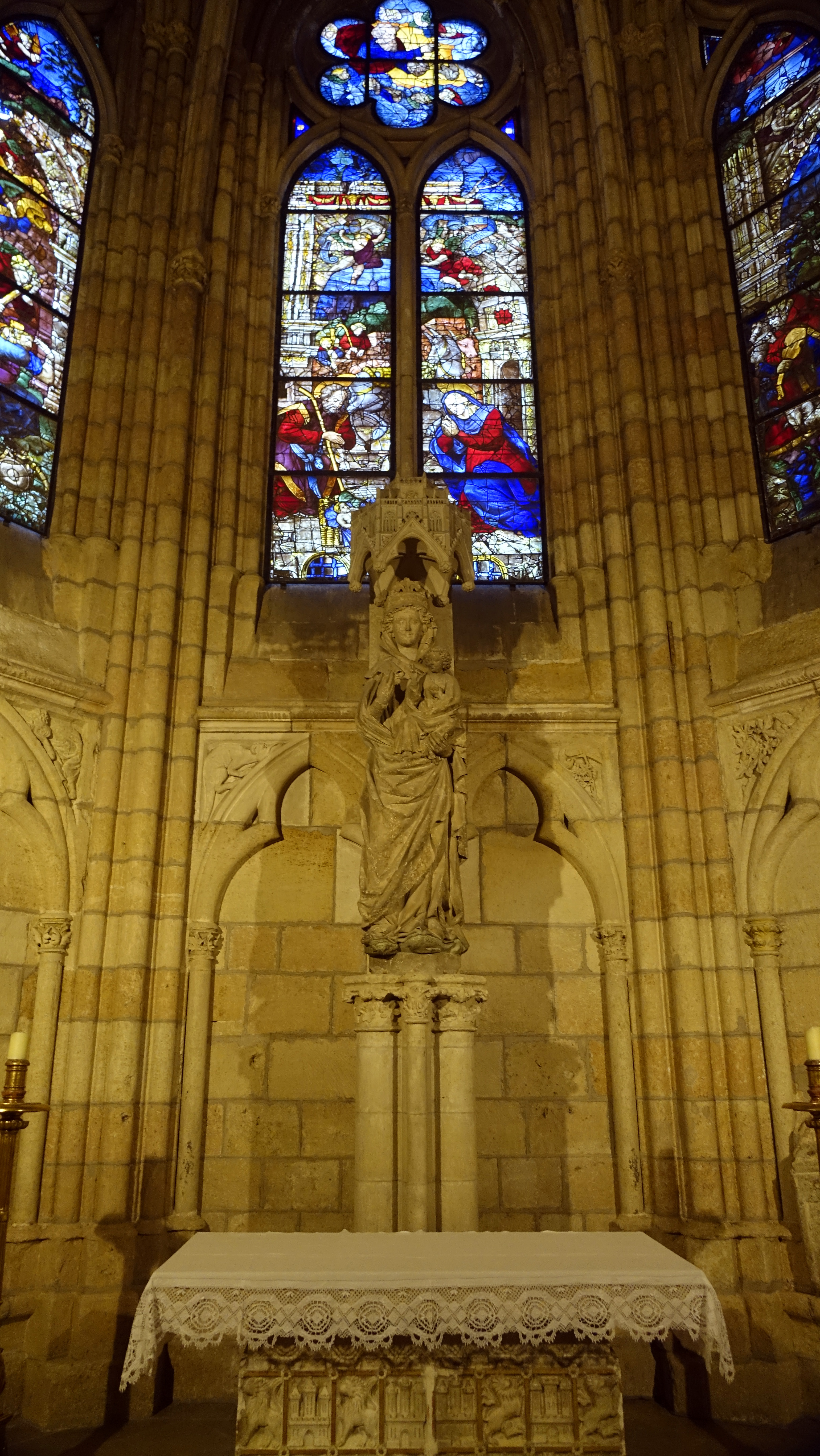
Escultura original de la Virgen Blanca en la capilla del mismo nombre

#### Capilla de acceso a la sacristía
Se encuentra vacía, solamente permite el paso al edificio de la sacristía, anexo a la catedral, y obra plateresca de Juan de Badajoz el Mozo.

#### Capilla de la Consolación
Conserva pinturas murales del siglo XVI.

#### Capilla de la Virgen Blanca
Guarda la imagen original de la Virgen Blanca desde el año 1954, cuando fue sustituida en su portada original por una copia exacta esculpida por Andrés Seoane. A la izquierda de la escultura se sitúa el sepulcro de la condesa Sancha Muñiz, y a la derecha el de Alfonso de Valencia, hijo del infante Juan de Castilla el de Tarifa y nieto de Alfonso X, ambas del siglo XIV. Frente a esta capilla, y justamente detrás del altar mayor, se sitúa el sepulcro de Ordoño II obra del siglo XIII reformada con un tímpano en el siglo XV. De este momento son también los dos murales que miran hacia la girola, con temas de la piedad y Ecce Homo, obra de Nicolás Francés, que también pintó un mural del Juicio Final en el muro occidental, obra que fue picada a principios de siglo XIX por sus desnudos.

#### Capilla de la Concepción
Está presidida por una virgen gótica del siglo XIV y guarda tablas hispano-flamencas. Dentro se encuentra el sepulcro de san Alvito.

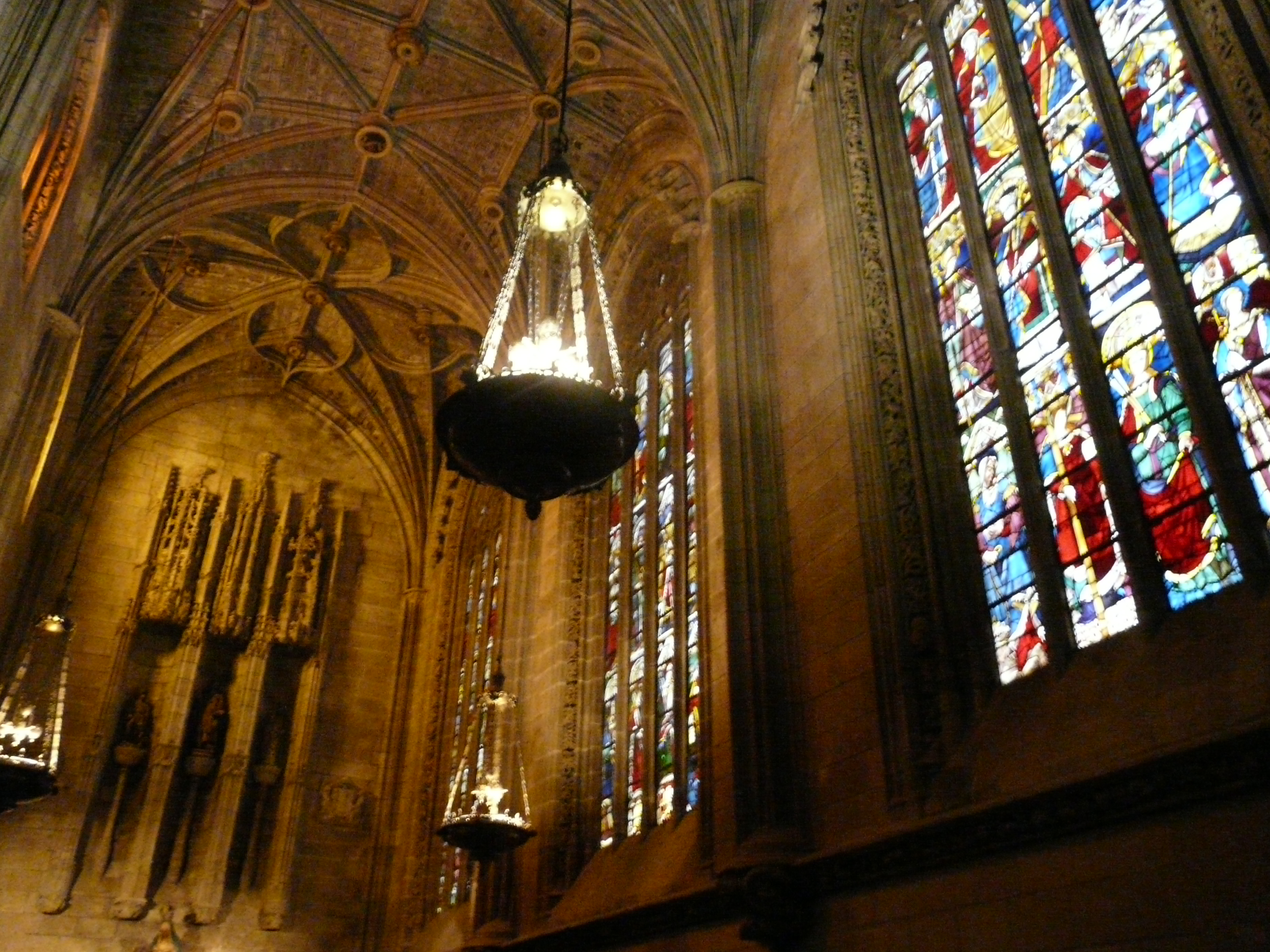
Vidrieras de la capilla de Santiago

#### Capilla del Nacimiento

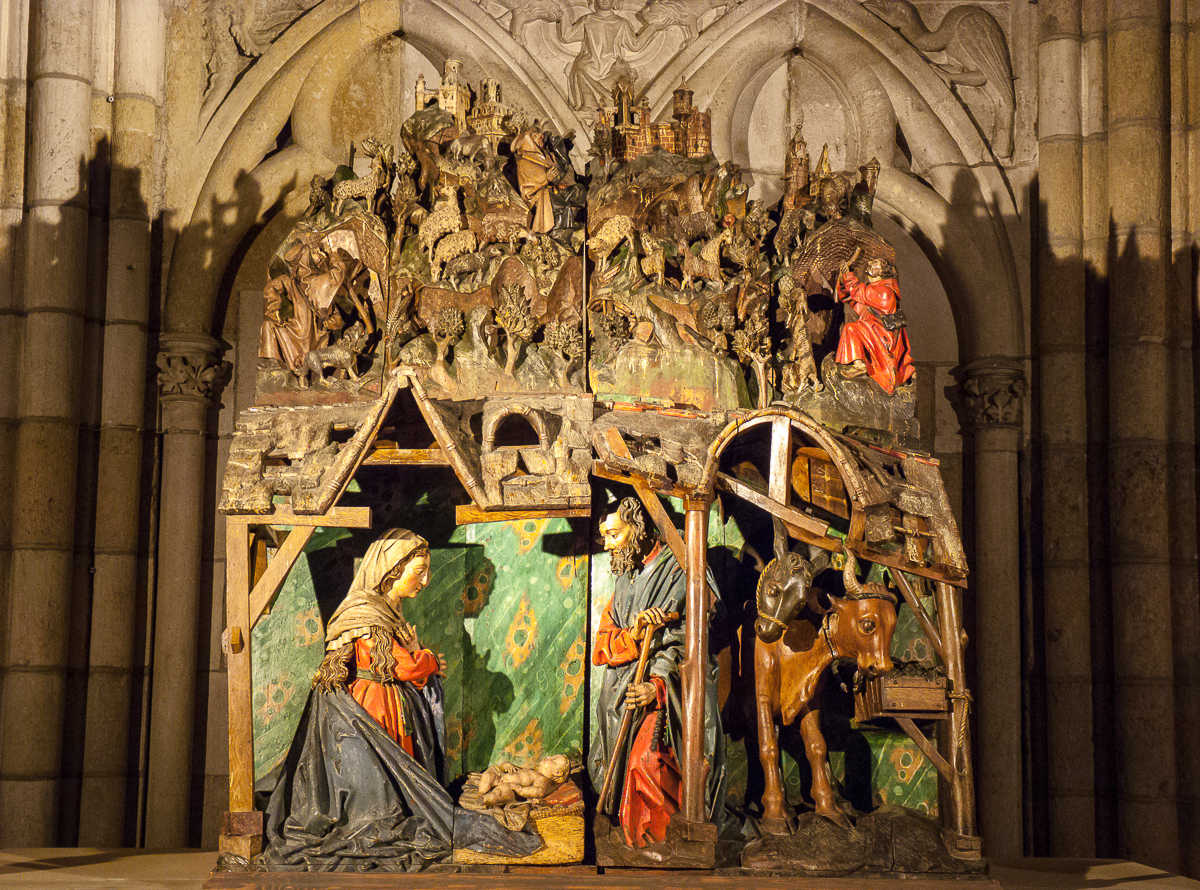
Retablo de la capilla del Nacimiento

Consta de un pequeño altar y de una maqueta de un nacimiento, de estilo Gótico flamenco del siglo XV. Dicho retablo fue elegido para ilustrar los décimos de lotería del Sorteo Extraordinario de Navidad del año 2016.

#### Capilla de Santiago
Ya se encuentra fuera de la girola, en la nave norte. Por aquí se accede a la antigua Librería o Capilla de Santiago (o la de la Virgen del Camino) y a la de san Andrés, por el magnífico arco, obras respectivas de Juan de Badajoz padre e hijo. La obra se inició en los años finales del siglo XV y terminó en 1504. Destacan los cuatro ventanales con vidrieras.

#### Capilla de santa Teresa
Situada cerca del brazo norte del crucero, posee una talla de la escuela de Gregorio Fernández. En el muro, una pintura mural de Nicolás Francés del año 1459, que representa el Martirio de san Sebastián, recientemente restaurada.

### Claustro

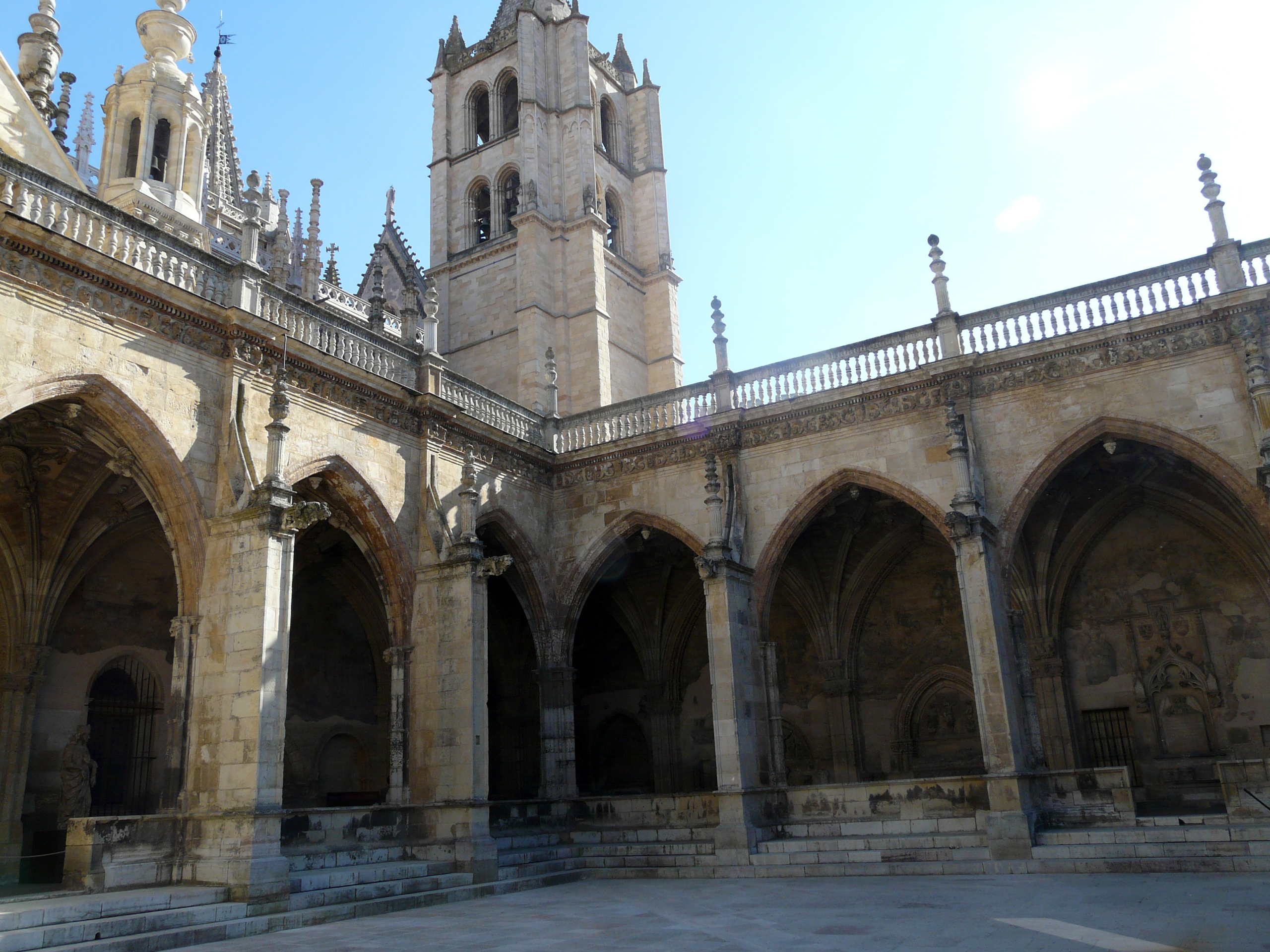
Vista del claustro catedralicio

La catedral de León fue diseñada sin claustro, pero finalmente se levantó entre finales del siglo XIII y principios del siglo XIV. Esta construcción cubrió la entrada norte que, desde entonces, quedó resguardada. Este claustro tiene una planta cuadrada de 30 metros de lado, posee seis intercolumnios por lado y 24 pilares en total, respondiendo a las proporciones establecidas en los claustros cistercienses. A su alrededor se agrupan diversas dependencias, entre ellas, el actual Museo Catedralicio.
Los arcos apuntados y capiteles del muro interior presentan escenas bíblicas y de la vida cotidiana, mostrando de nuevo el diálogo de lo divino y lo humano, típico del arte medieval. Los murales entre las arcadas del claustro fueron pintados con los episodios de la vida de Cristo por Nicolás Francés en la década de 1460, aunque algunos de ellos son obra posterior de Lorenzo de Ávila y otros.
A comienzos del siglo XVI, Juan de Badajoz el Mozo rehízo las bóvedas del claustro. Aprovechó los lienzos y los arcos formeros y montó 28 bóvedas de crucería complicadas y decoradas. Filacterias y medallones presentan un complejo programa iconográfico, vinculado con la Virgen de Regla. A lo largo de las galerías, bajo las bóvedas, al igual que en el interior del templo, puede observarse una sucesión de sepulcros que revelan las etapas de la actividad escultórica catedralicia, pero siendo en su mayoría obras tanto del siglo XIII como del siglo XIV. El más notable de todos los enterramientos es el del canónigo Juan de Grajal, de mediados del siglo XV y debido a Jusquín de Holanda, que también fue maestro mayor de la catedral. En él, un ángel sostiene una vanitas, un lamento por lo pasajero de los bienes y glorias de este mundo, lo que da sentido al san Miguel que pesa las almas, así como a las dos figuritas que representan al canónigo duplicado, pero con aspecto bien diferente: a un lado con sus rasgos de vivo y, al otro, reducido a la posterior condición de esqueleto.
En el centro del patio y por diversos lugares del claustro se conservan restos de los hastiales oeste y sur, que fueron desmontados durante las restauraciones del siglo XIX.

### Escultura funeraria

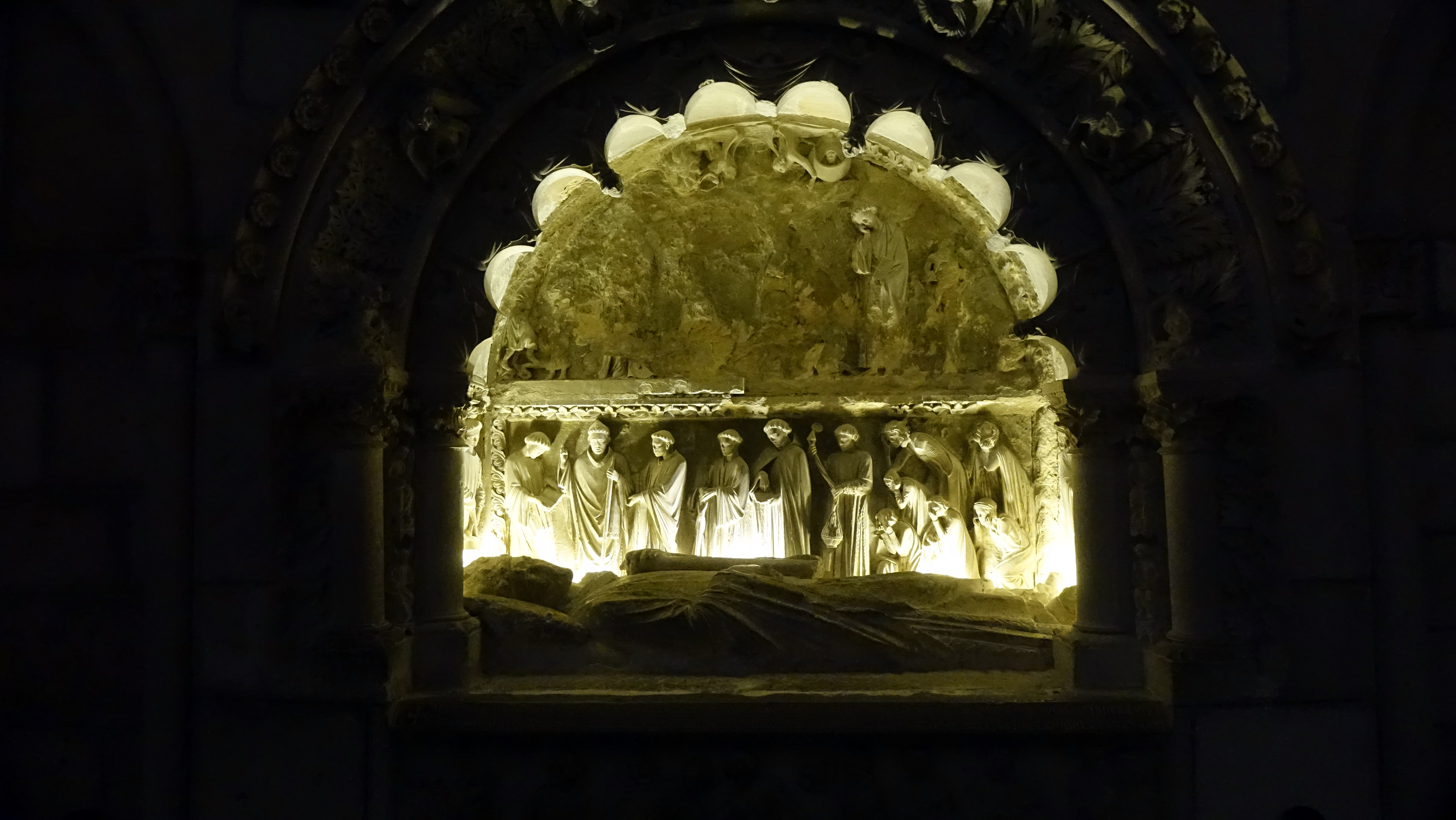
Sepulcro del obispo Martín el Zamorano

#### Sepulcro de don Martínel Zamorano
En el claustro y en la iglesia propiamente dicha, se pueden encontrar multitud de enterramientos, algunos procedentes de la vieja catedral románica, y por tanto, anteriores al actual edificio.

#### Sepulcro del obispo don Rodrigo
Uno de los más valiosos es el de Rodrigo, obispo leonés muerto en 1232. Está situado en el lado sur, en la capilla del Carmen, cerca de la girola. El yacente está rodeado por clérigos que ofician el funeral y un grupo de gente que llora. En el tímpano está representado un calvario. En la parte frontal del sarcófago, los criados del finado reparten pan a un grupo de pobres. Este modelo de sepulcro tuvo un éxito extraordinario, pues de él se hicieron dos copias en la misma catedral y se extendió fuera de León.
Pese a ser una de las imitaciones del del obispo Rodrigo, la obra maestra de la escultura funeraria es el sepulcro de Martín el Zamorano, muerto en 1242, llamado así por haber sido obispo de Zamora. Está situado en el lado norte del crucero, junto a la entrada al claustro. Está atribuido al maestro de la Virgen Blanca, de una calidad excepcional, alcanzado un nivel de expresión y detalle de los rostros difícilmente superable. La iconografía general es la misma que el de Rodrigo, aunque desgraciadamente el calvario está perdido por la corrosión de la piedra, conservándose solo la figura de san Juan.

#### Sepulcro de Martín Fernández
El sepulcro del brazo sur, simétrico al anterior, también es del maestro de la Virgen Blanca. No se sabe con seguridad quien está enterrado allí, tal vez pertenezca a Munio Álvarez o a su sucesor, Martín Fernández, obispo iniciador de la catedral. En favor de esta hipótesis está la imagen de san Martín en uno de los tres tímpanos. Los otros están ocupados por una crucifixión y una flagelación. El deterioro de este sepulcro es grande, sobre todo en la parte baja, motivado por las corrientes de agua en los cimientos de esa parte del templo, debido a las calderas de las antiguas termas romanas en el subsuelo.

#### Sepulcro del rey Ordoño II

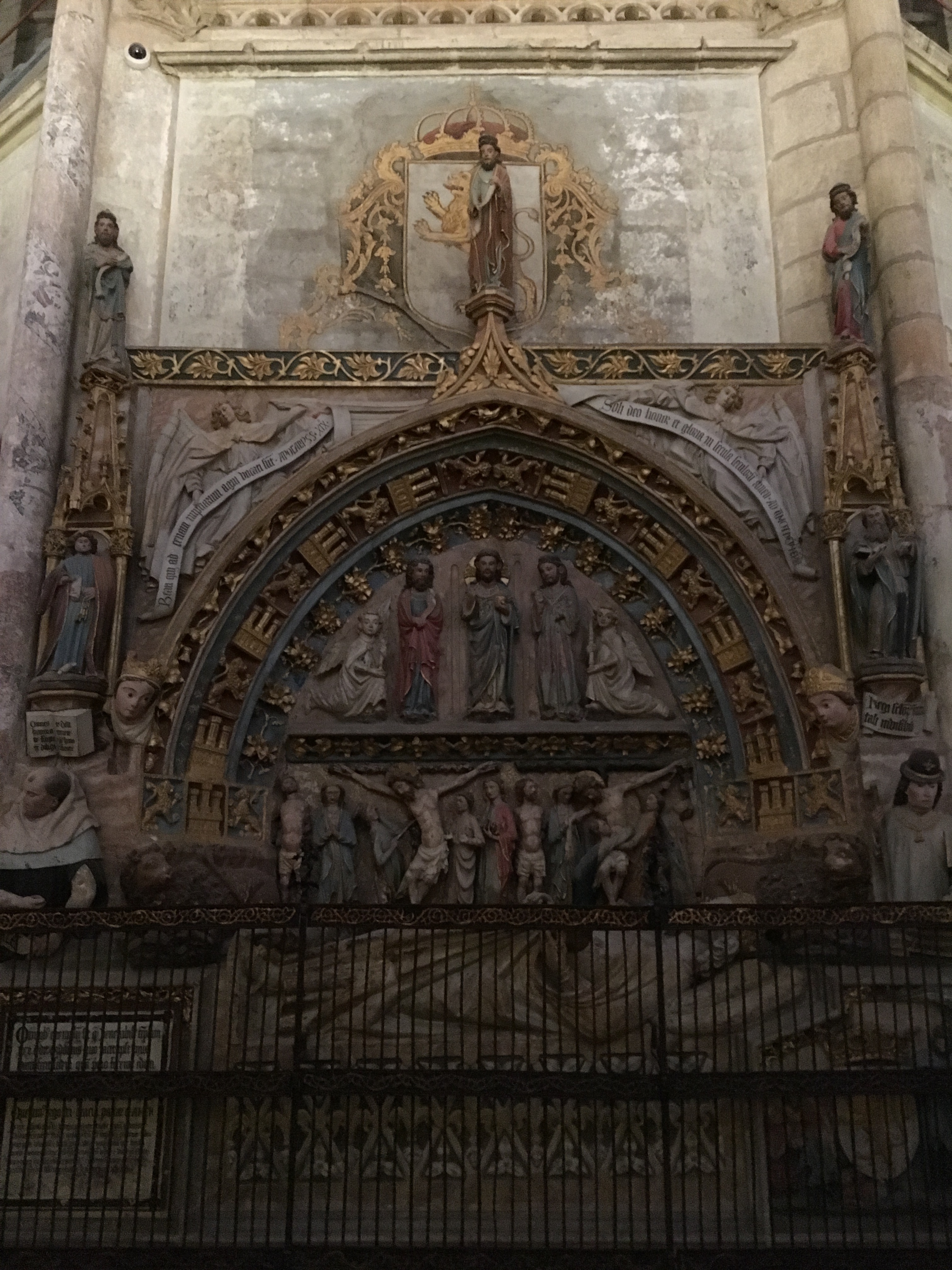
Sepulcro de Ordoño II, rey de León

Ordoño II, rey de León al que se debe la construcción de la primera catedral leonesa en el siglo X, tiene una abigarrada sepultura en el trasaltar, justo detrás del altar mayor y frente a la capilla de la Virgen Blanca. Aunque la mayor parte de la obra es del siglo XV, el yacente es del siglo XIII, contemporáneo a la catedral. Tiene aspecto sereno y una postura equivocada pues alguno de sus rasgos parece más propio de una figura erguida que yacente.
En la capilla de la Virgen Blanca, se encuentran otros dos sepulcros, a ambos lados de la escultura de la Virgen. Uno de ellos contiene los restos del infante Alfonso de Valencia, hijo del infante Juan de Castilla el de Tarifa y nieto de Alfonso X. En el otro, se encuentra la condesa Sancha Muñiz, ambos del siglo XIV. En los dos, la forma es la de un sarcófago con la escultura del yacente encima, ambos empotrados en la pared de la capilla.
También destacan los variados enterramientos de obispos y personajes leoneses destacados del claustro, de entre los siglos XIII y XVI.

### Pintura

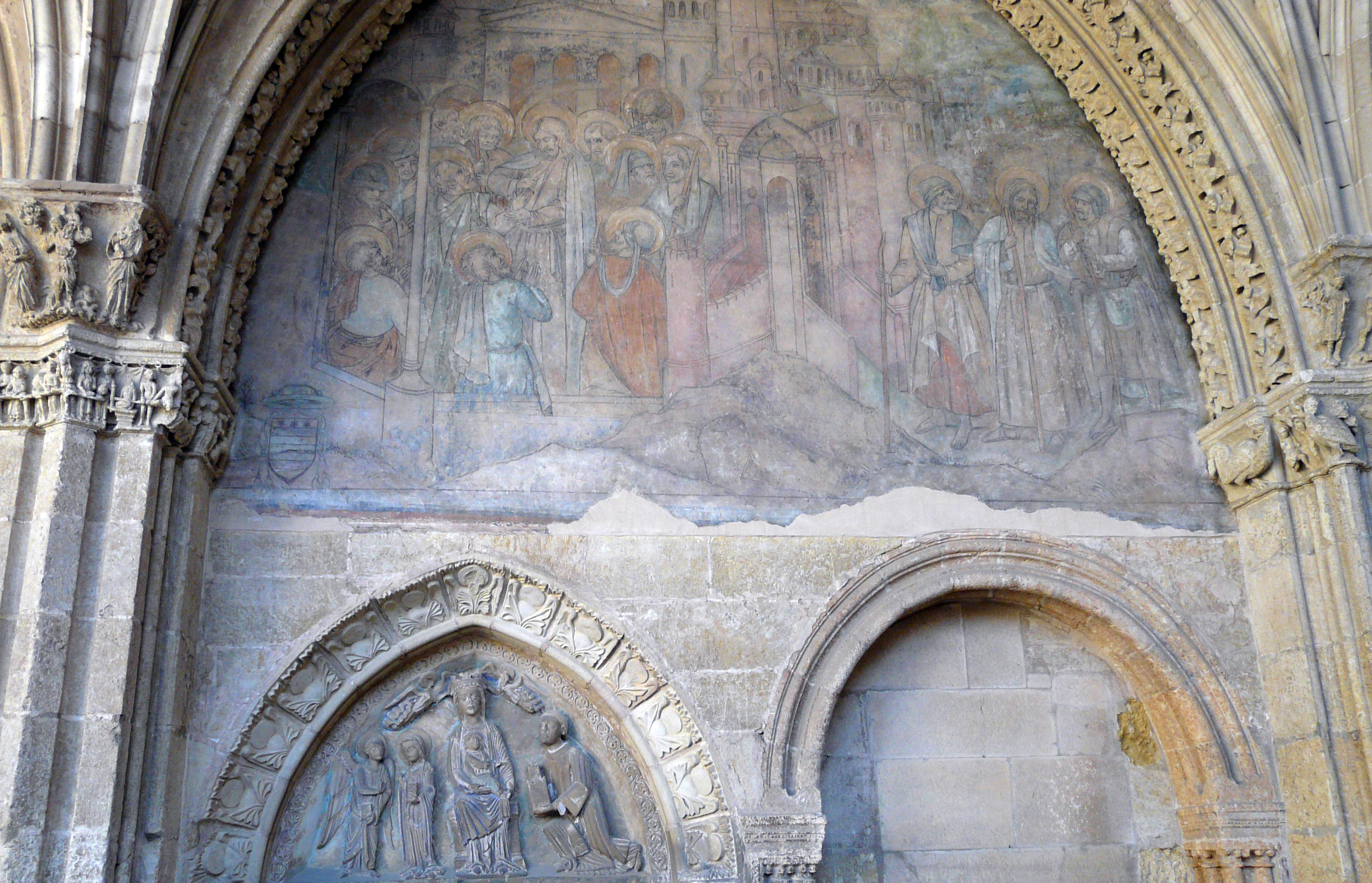
Mural de Nicolás Francés en el claustro

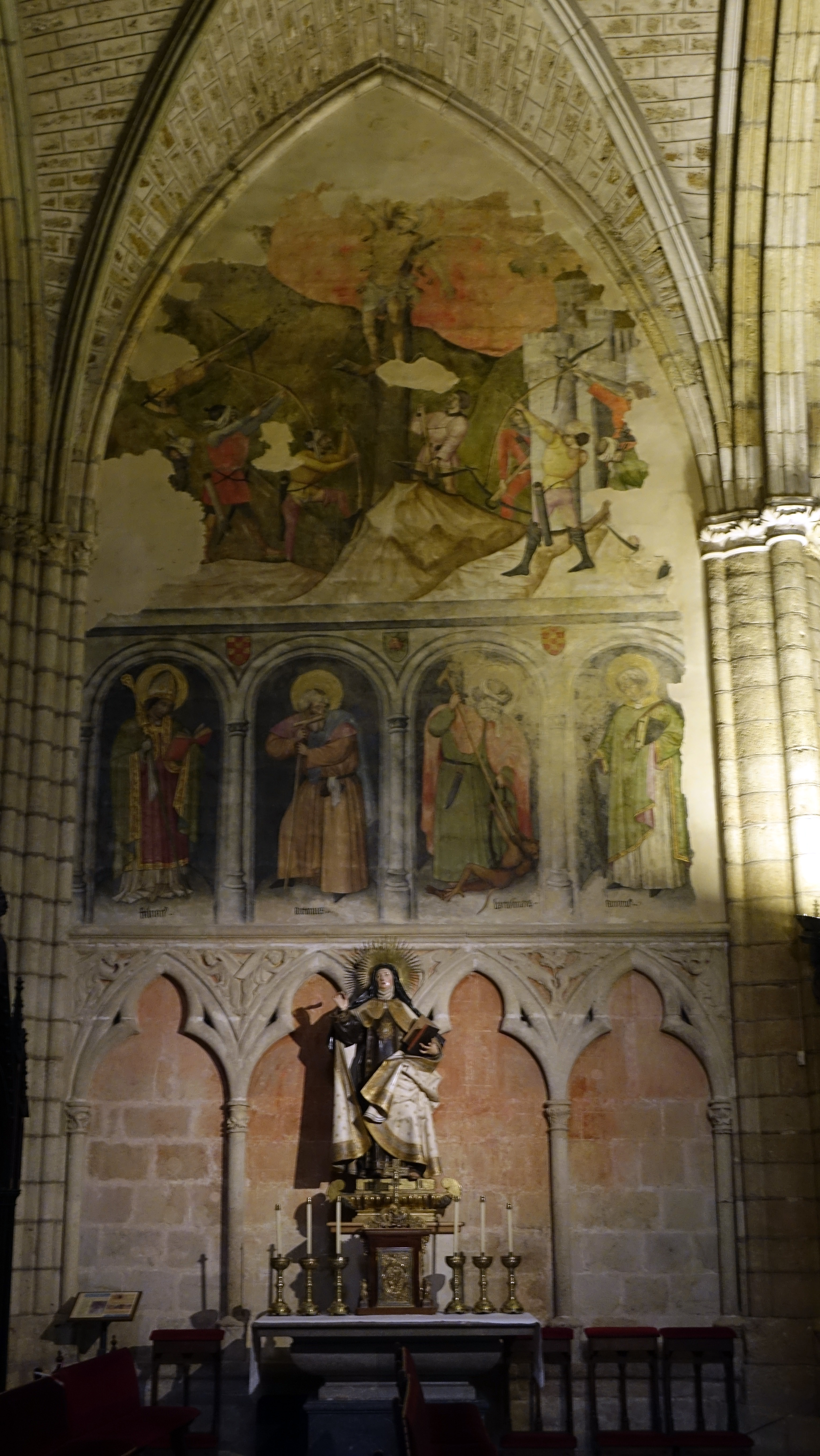
Mural de Nicolás Francés en la capilla de Santa Teresa

En la catedral de León, la pintura, quizás desplazada por la grandiosidad de la vidriera, no aparece hasta el siglo XV. En esta centuria surgen diversos maestros que configuran un variado muestrario.
La más antigua es la del trasaltar que representa una piedad con influencia italiana. Muy cerca de ella hay un mutilado Ecce Homo, pintura bella a excepción del Cristo, pintado para sustituir al antiguo por la puerta que se abrió en su lugar.
En el brazo norte del crucero existe una tabla pintada al temple sobre el martirio de san Erasmo. Los personajes ofrecen aspecto apacible pese a la brutalidad de la escena.

#### La obra de Nicolás Francés
De todos los maestros que trabajaron en León durante el siglo XV, Nicolás Francés destaca principalmente, hasta el punto de caracterizar la pintura catedralicia. Debió de nacer en Francia, (de ahí su nombre), pero vino joven a León, y aquí trabajó hasta su muerte en 1468.
Una de sus obras más importantes fue el retablo del altar mayor, lugar donde permaneció trescientos años, hasta que en 1741 fue desarmado para ser sustituido por otro barroco, de descomunal tamaño, diseñado por Narciso Tomé, autor del transparente de la catedral de Toledo, y elaborado por su primo Gavilán Tomé y el suegro de este, José de Sierra. A finales del siglo XIX, los restauradores, viendo que la obra barroca atentaba tanto contra la estética del templo como contra los elementos estructurales de la cabecera, lo desmontaron y enviaron a la iglesia de los padres capuchinos. En su lugar, fue colocado en el altar mayor uno compuesto de las tablas del retablo de Nicolás Francés que aún se conservaban, y se añadieron otras suyas de Palanquinos y de la iglesia de Nuestra Señora del Mercado de León, sobre todo las seis pequeñas pinturas con escenas de la vida de la Virgen. De la iglesia de Palanquinos son las dos tablas de la parte central con los seis apóstoles: Andrés, Juan y Pablo por un lado y Pedro, Santiago y Tomás por otro. Las conservadas están dedicadas a la Virgen, a San Froilán y a Santiago.
Otra obra fundamental suya son las pinturas murales que decoran gran parte de las paredes del Claustro. Fueron realizados hacia la década 1460, y de los veintinueve existentes, más de veinte pertenecen a la mano de Nicolás Francés. Representan escenas de la vida de la Virgen y de Cristo, con dibujo ágil y una gran expresividad. La exposición a los agentes meteorológicos en el Claustro había deteriorado su policromía, por lo que tuvieron que ser restauradas a finales del siglo XIX por Juan Crisóstomo Torbado, recuperando su pintura original. También destaca la pintura mural del martirio de san Sebastián, recientemente restaurada, en la capilla de Santa Teresa.

### Vidrieras

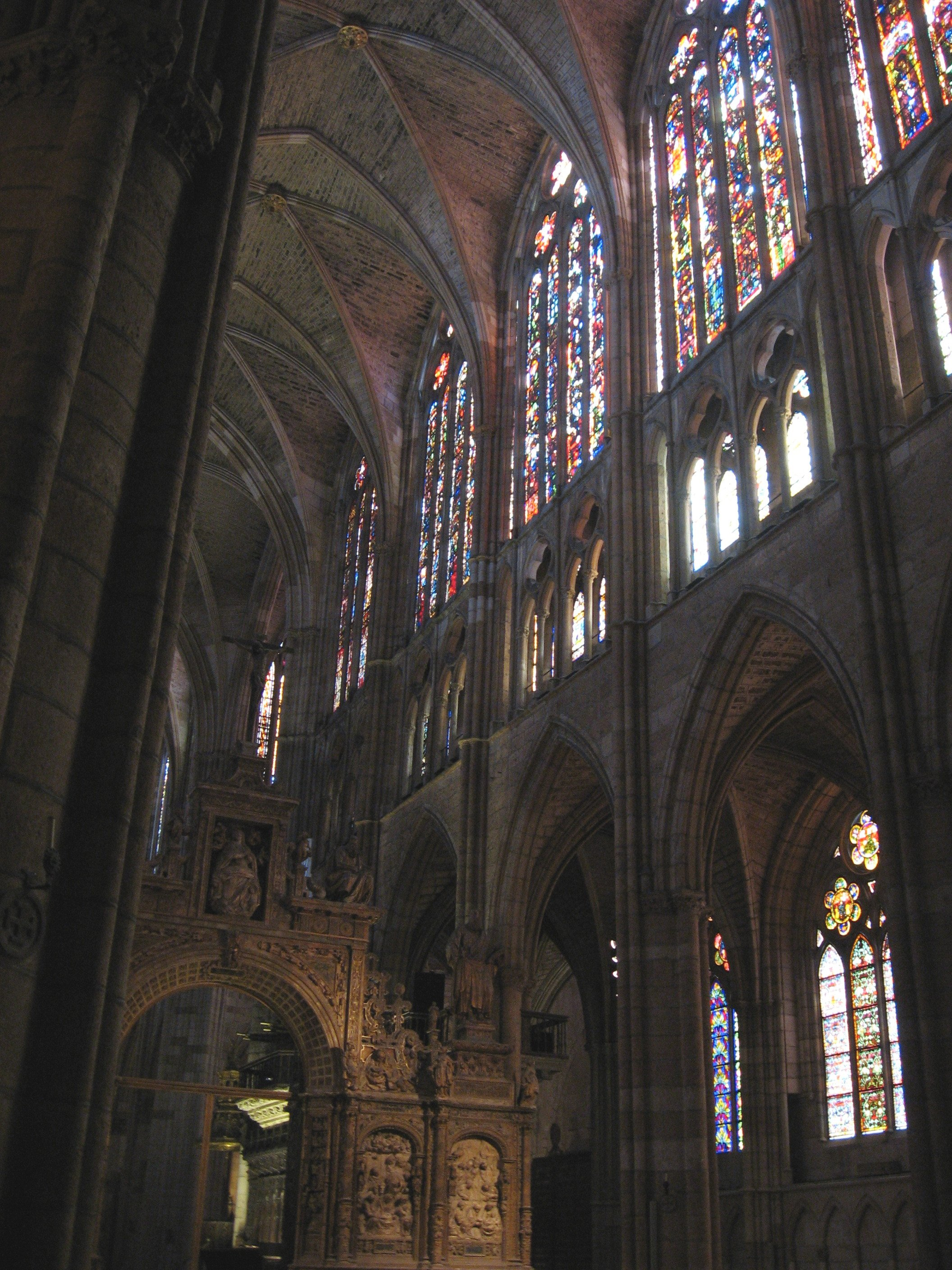
Vidrieras

#### El arte de la vidriera en la catedral de León
La catedral de León es conocida sobre todo por su conjunto de vidrieras, quizás el más importante del mundo junto con el de la catedral de Chartres. Conservadas la mayoría de las originales, hecho extraño en catedrales de esta época, fueron construidas entre los siglos XIII y XVI. La técnica de la vidriera tiene su origen, según se cree, en la cultura musulmana. De ella fue tomada por el arte cristiano, que los utilizó desde el siglo XI para alcanzar su auge dos siglos más tarde. En el siglo XVI entró en una total decadencia, y más tarde, con la pérdida de interés por lo medieval, los vitrales fueron eliminados de muchos templos. Esto, junto con la fragilidad propia del vidrio, es la causa de que se conserven tan pocas colecciones
En su época de esplendor no se tenían como meros elementos decorativos, sino que eran una parte fundamental de edificio. La técnica del arbotante permitía prácticamente eliminar los muros como elemento de sostén, por lo que se podían perforar para abrir grandes ventanales, que recubiertos con vidrieras, daban al templo una mágica apariencia. En este sentido, la catedral de León fue uno de los edificios que más metros cuadrados dedicó a la creación de vanos para vidrieras en proporción a su tamaño. En metros cuadrados se distribuyen de la siguiente manera: 464 metros en su parte baja, 282 en el triforio y 1018 en la zona superior, lo que hace un total de al menos 1764 metros cuadrados de superficie, según las mediciones de Demetrio de los Ríos. El conjunto cuenta con 134 ventanales y 3 grandes rosetones. Esta enorme superficie cobra mayor importancia debido a las dimensiones contenidas de la catedral.
No obstante, parece ser que entre los siglos XV y XVI fueron tapiados parte de los ventanales inferiores (de las que solo se conservaron las partes superiores y las rosas originales) y del triforio para dar mayor consistencia al edificio por sus problemas constructivos, si bien estas zonas acristaladas fueron recuperadas en las restauraciones de finales del siglo XIX por Demetrio de los Ríos y Juan Bautista Lázaro con la creación de otras nuevas, usando la técnica constructiva medieval. 

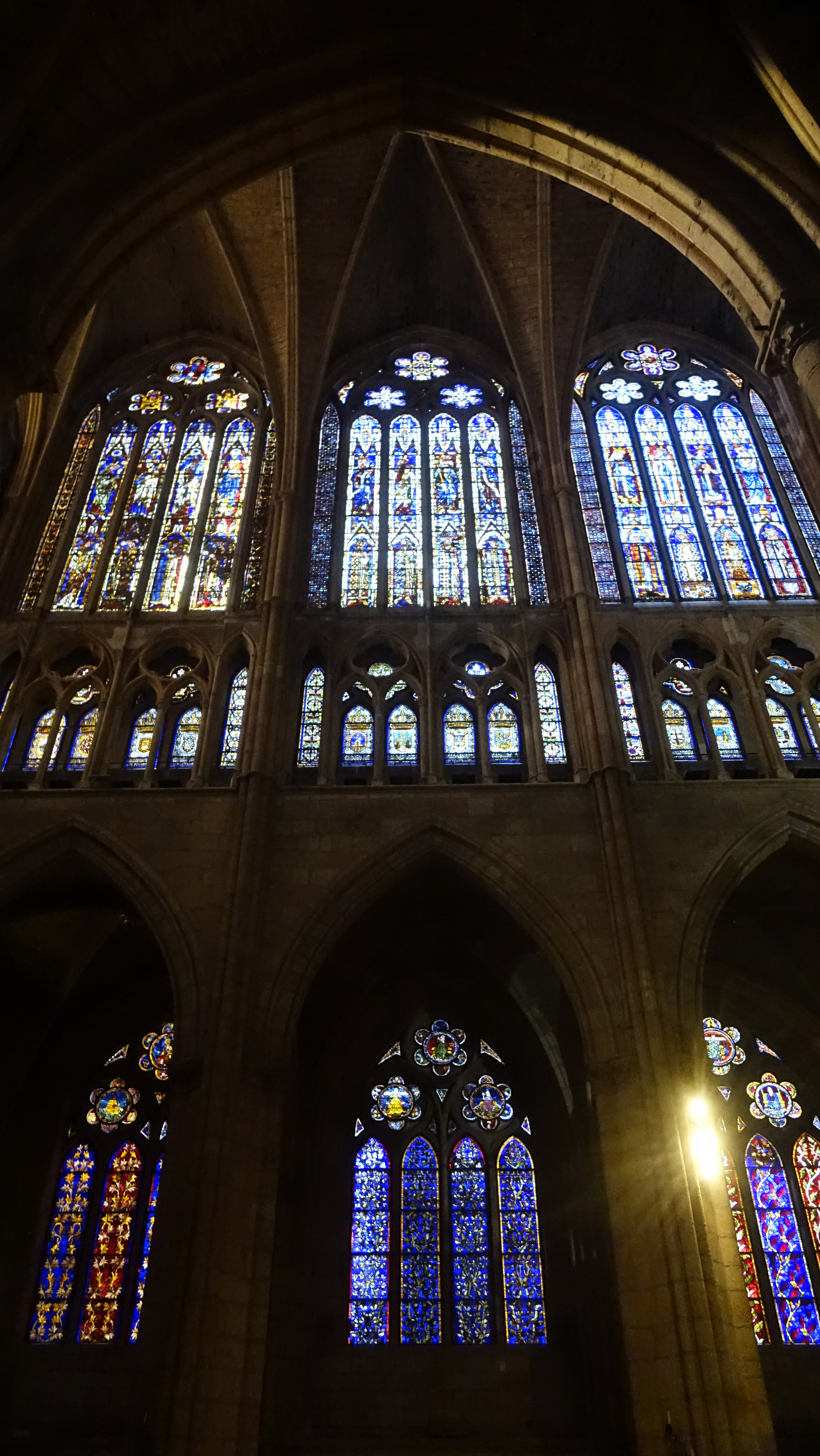
Claristorio, triforio y ventanales bajos de la catedral de León

#### Programa iconográfico
Pese a todo, se conserva el programa iconográfico original, el cual estaba pensado de forma tripartita, en función del pensamiento de la sociedad medieval. Los ventanales altos o claristorio, constan de escenas bíblicas, representando el cielo. Los ventanales medios o triforio, constan de escudos nobiliarios y eclesiásticos, representando a la nobleza. Los ventanales inferiores de las naves laterales, constan de representaciones vegetales, representando la tierra, y de tareas mundanas, representado a los hombres «pecheros».
En las ventanas altas o claristorio, hay distinta temática en función de si es el lado norte o el sur. Los ventanales del lado norte, que reciben menos luz, tienen tonos más fríos y su temática del Antiguo Testamento destaca que aún no han conocido la luz Cristo. Los del lado sur, más luminosos, representan el Nuevo Testamento y presentan colores más cálidos.
El triforio de la catedral de León también está perforado con ventanales exteriores que incluyen vidrieras, tapiadas durante la Edad Moderna y recuperadas durante las restauraciones del siglo XIX, momento en el que se crearon nuevas vidrieras que respetaban el conjunto iconográfico original, en este caso, todas las vidrieras del triforio son representaciones de escudos reales y nobiliarios, además de ciudades españolas.

#### Momentos constructivos

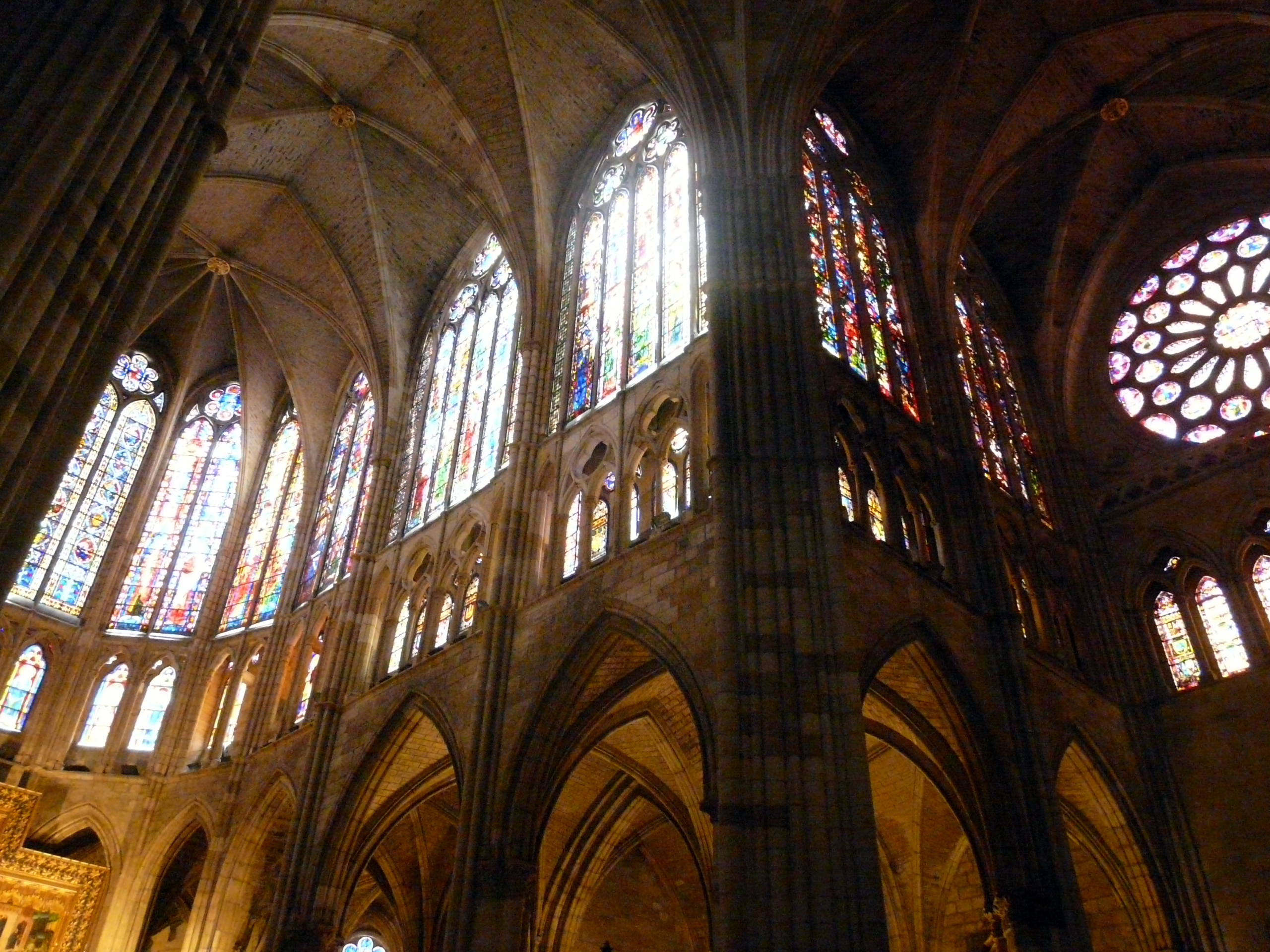
Vista de las vidrieras de la cabecera y el crucero sur, con el sol proyectándose sobre ellas

Se puede clasificar el estilo de las vidrieras en función de su momento constructivo. Habría tres épocas principales:
Vidrieras góticasRealizadas en los siglos XIII, XIV y XV. Son la inmensa mayoría de las vidrieras de la catedral, destacando sobre todo las de la parte alta. Se realizaban con pequeños trozos de cristal de colores que se componían y emplomaban.
Vidrieras renacentistasRealizadas en la primera mitad del siglo XVI. Su estilo es muy diferente, siendo más una pintura sobre vidrio que una composición, y también son de gran calidad. Destacan algunas de las capillas de la girola y las de la capilla de Santiago. Durante los siglos posteriores, no se realizaron nuevas vidrieras, debido a la decadencia de este arte, y los maestros vidrieros se dedicaron a duras penas a mantener los existentes.
Vidrieras neogóticasRealizadas a finales del siglo XIX durante las grandes restauraciones por maestros vidrieros al estilo medieval, imitando las de estilo gótico. Su trabajo fue tan concienzudo que es muy difícil distinguir a simple vista las realizadas en esta época a las realizadas en época medieval. Corresponden a la mayoría de las del triforio y las partes inferiores de las vidrieras de las naves laterales, además del rosetón de la fachada sur. Aparte, se realizó una gran restauración de todas las vidrieras del templo, deterioradas con el paso de los siglos, recomponiendo los vidrios rotos o perdidos.

#### Vidrieras destacadas

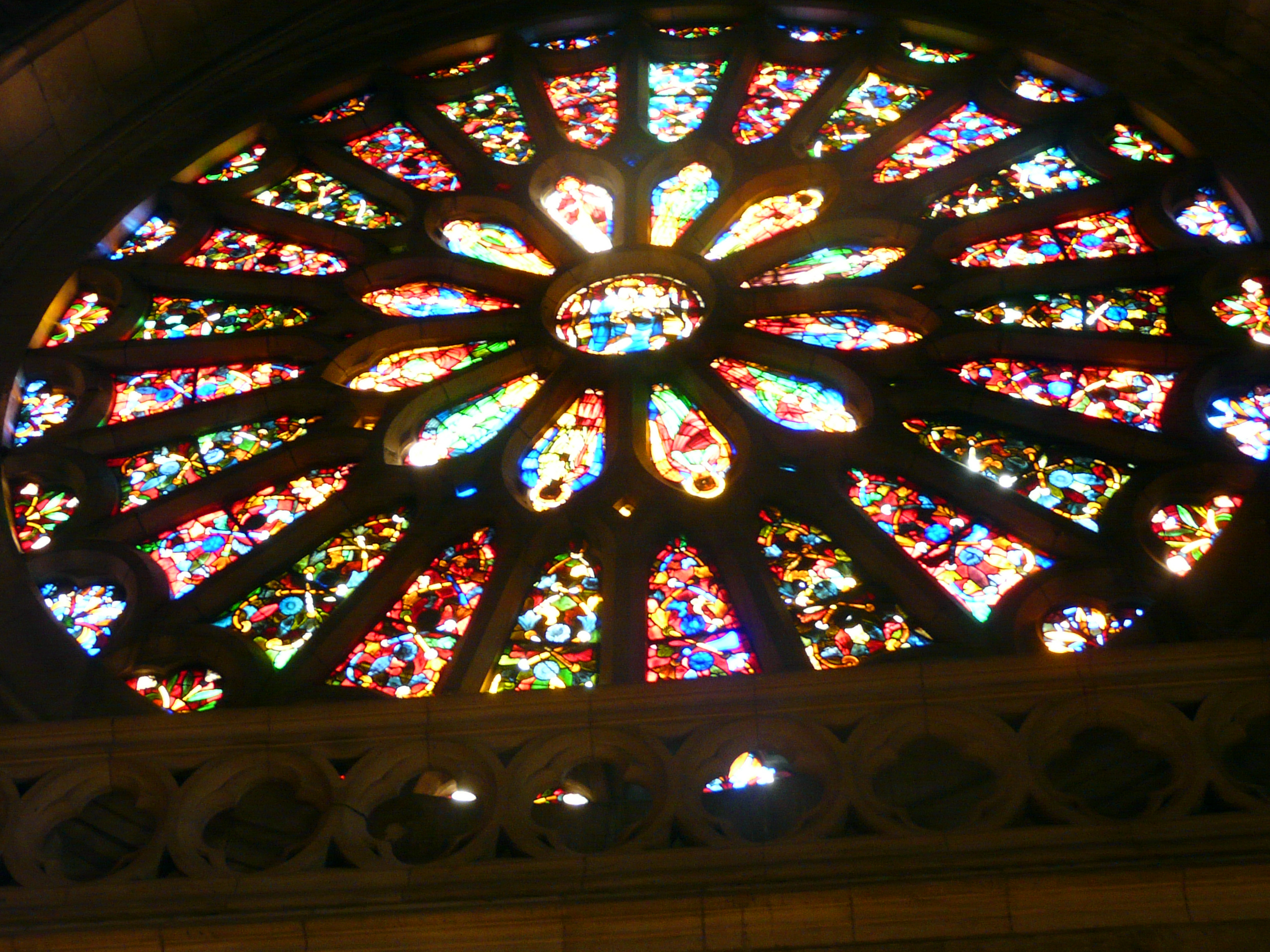
Rosetón occidental al atardecer

Se cree que una vidriera, llamada «la cacería», no fue hecha para el edificio y procede de un palacio real. Puede verse en el muro norte de la nave central. Es el quinto gran ventanal superior comenzando a contar por los pies de la iglesia. Su nombre alude a los distintos jinetes y hombres armados dispuestos para la caza que en ella puede verse. Además, contiene otras escenas que representan algunas ciencias, entre ellas la de la alquimia, ciencia medieval que se creía relacionada con los constructores de catedrales.
Junto con la cacería, otras vidrieras del siglo XIII, más o menos restauradas, se diseminan por los ventanales, destacando las rosas situadas en los ventanales de las capillas del ábside. Destaca también aquí, por su originalidad, la vidriera de Simón el Mago, de temática profana. También destacan las apariciones de reyes en los ventanales, sobre todo Alfonso X el Sabio, en cuyo reinado se inicia la catedral.
De espectacular efecto por sus brillantes tonos azules son los ventanales más altos de la nave central en el lado norte, sobre todo encima del coro, realizadas a principios del siglo XIV. 

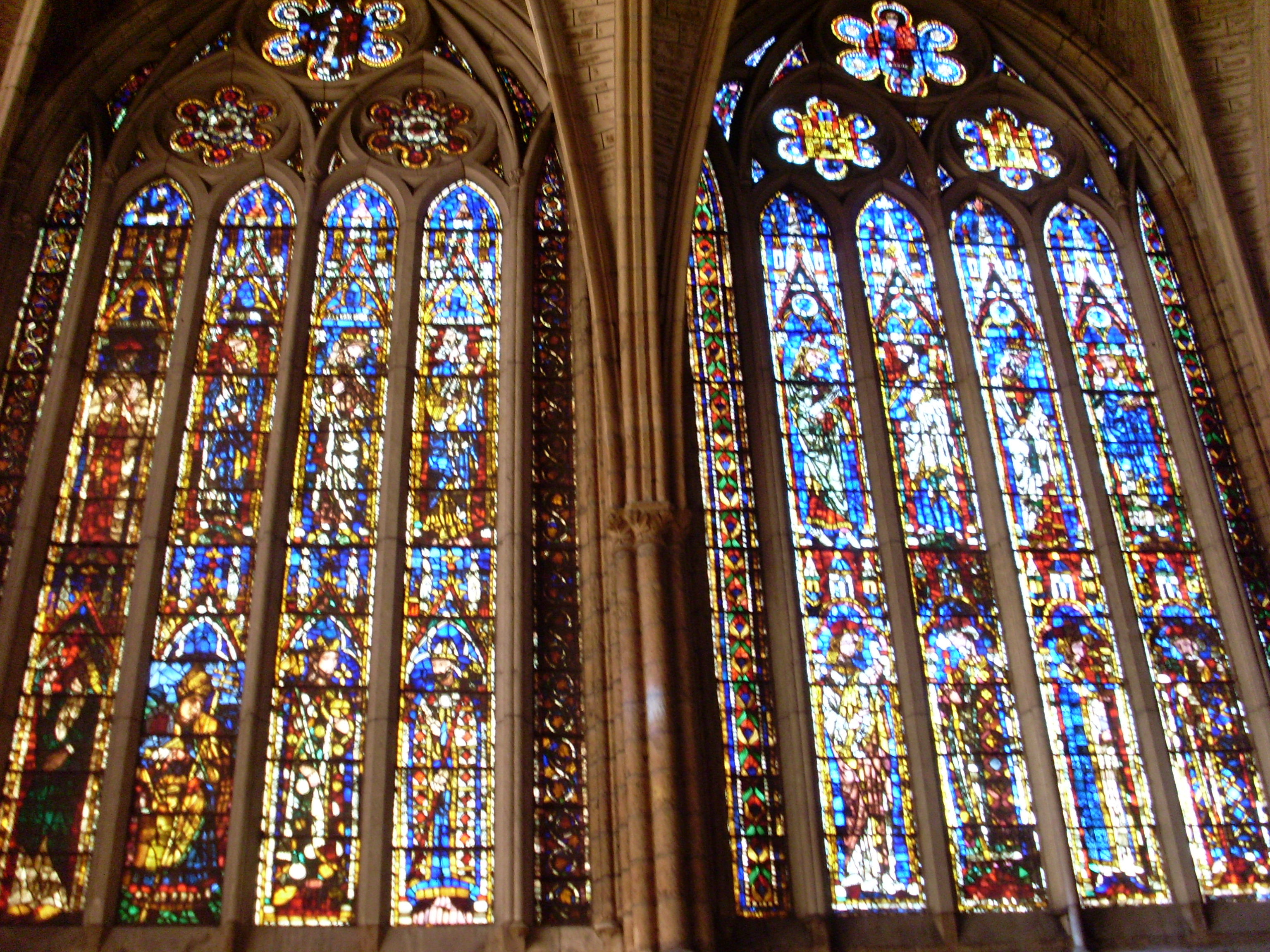
Detalle de dos vidrieras del claristorio en la parte norte

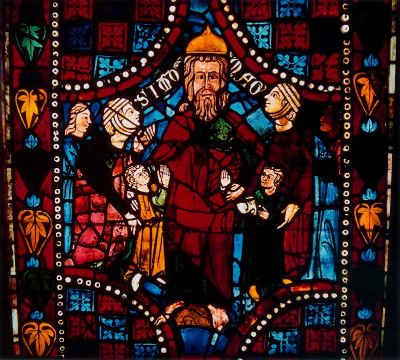
Vidriera de Simón el Mago

El gran rosetón occidental se realizó a finales del siglo XIII, y fue bastante restaurado a finales del siglo XIX. En su centro, aparece la Virgen con el Niño, rodeado por doce ángeles a su vez sucedidos por motivos ornamentales.
Frente a este gran rosetón occidental, al otro lado de la iglesia, en el centro del ábside, se alza en «árbol de Jesé», realizado en la misma época, representando el árbol genealógico de Cristo.
El rosetón del lado norte es del mismo período, aunque con añadidos del siglo XV. En el centro aparece Cristo, rodeado por doce formas de rayos de luz, a su vez rodeadas por doce músicos.
El rosetón del sur fue realizado en su totalidad a finales del siglo XIX, debido a la pérdida del anterior con motivo de los cambios de fachada. Es una copia de los motivos temáticos del lado norte, esta vez con la Virgen presidiendo el centro rodeado por los rayos de luz y los músicos.
A partir del siglo XVI, el arte de la vidriera empezó a decaer, y se transformó en poco más que pintura sobre vidrio. Las grandes restauraciones del siglo XIX, dejando de lado cierta falta de rigor, tuvieron el valor de resucitar temporalmente la técnica medieval de su elaboración, hasta entonces caída en el olvido.
Es importante también el efecto día en las vidrieras, teniendo en cuenta que el sol sale por el oriente (vidrieras del ábside), ilumina las naves (durante el día) y se pone por el occidente (rosetón occidental), por tanto la incidencia de la luz en los ventanales va a variar según el momento del día. El brillo de las vidrieras puede cambiar también en función de la meteorología, entrando más cantidad de luz en los días más luminosos y menos en los más oscuros o nublados.

## Cripta arqueológica de Puerta Obispo

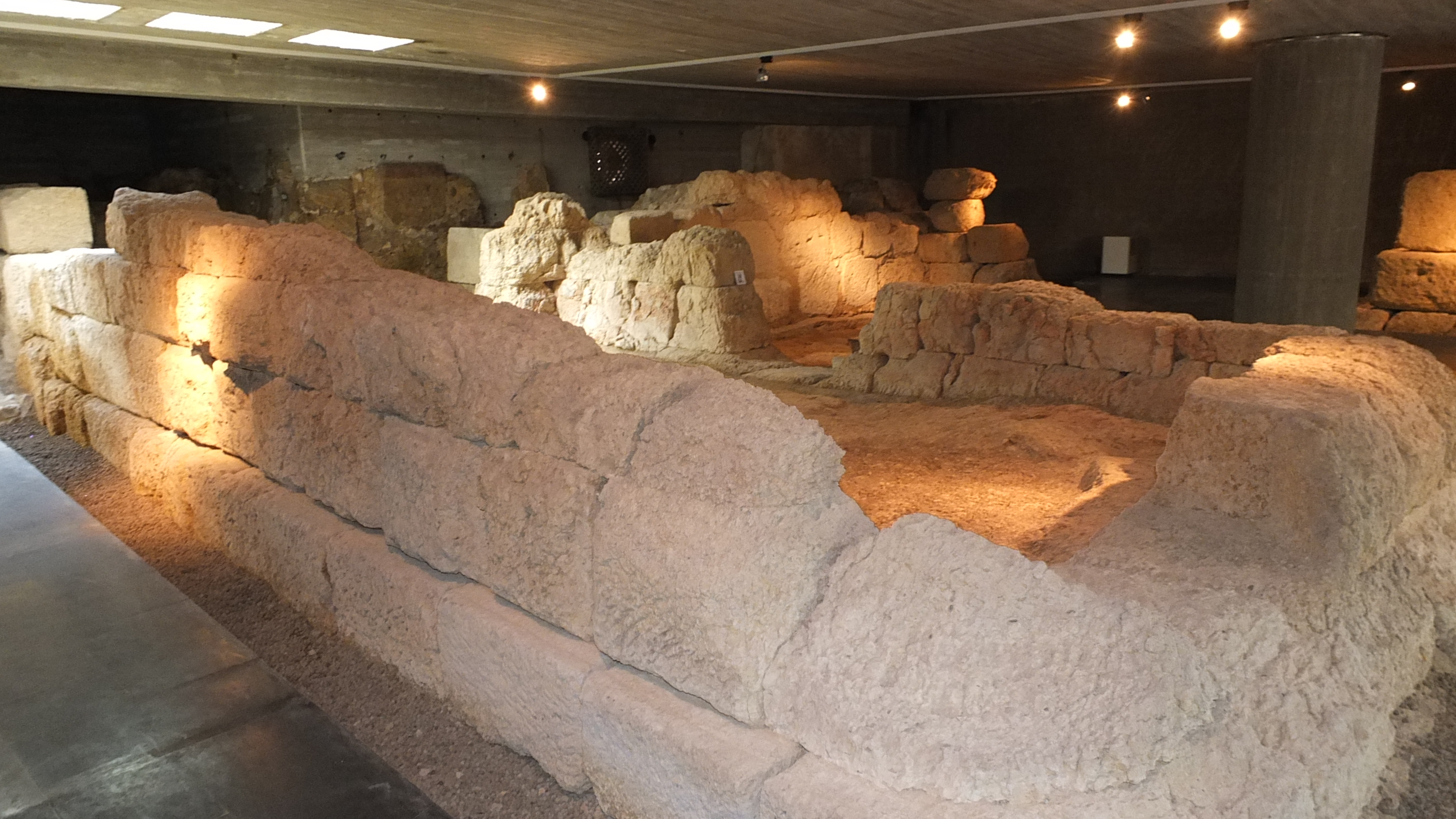
Restos de la puerta este del campamento de la Legio VII en la cripta de Puerta Obispo

La actual catedral gótica, al haber sido construida en el mismo emplazamiento que las antiguas termas romanas, iglesias primitivas e incluso una catedral románica, posee en el subsuelo importantes restos arqueológicos de las anteriores construcciones. En el interior de la llamada cripta arqueológica de Puerta Obispo, situada justo frente a la fachada sur de la catedral, se albergan importantes restos del campamento de la Legio VII Gemina, que fueron hallados en las excavaciones arqueológicas del año 1996 durante la peatonalización del entorno de la catedral. 

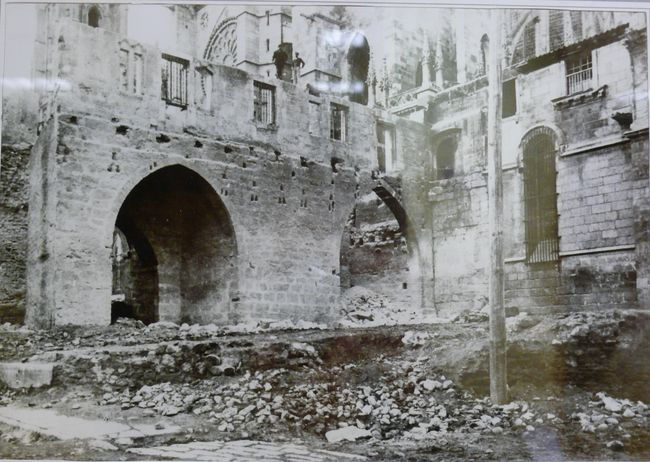
La Puerta del Obispo junto a la catedral, antes de su derribo

### Laporta principalis sinistray la puerta medieval
La porta principalis sinistra era una puerta romana de acceso al campamento de la Legio VII y fue construida con grandes sillares de piedra caliza y flanqueada por ambos extremos con dos torres rectangulares, de 12,80 metros de longitud por 5 metros de anchura, de las cuales solo los restos de la situada más al norte se muestra en la cripta, mientras que la contraria subyace bajo la calle. Esta entrada doble permitía el acceso al campamento desde el este. El tránsito se realizada mediante sendos pasajes en cuyos extremos se abrían arcos de medio punto. Los exteriores se cerraban mediante puertas de madera de doble hoja. Una construcción similar, la porta principalis dextra, existió al extremo contrario del campamento, donde hoy se ubica el Palacio de los Guzmanes. Ambas se unirían por medio de la via principalis, cuyo trazado hereda la actual calle Ancha. A finales del siglo III o comienzos del siglo IV, se realizan reformas en la puerta, como la clausura de uno de los vanos. Durante toda la Edad Media, la puerta siguió funcionando como acceso a la ciudad, pese a la desaparición de las termas y la construcción de diferentes iglesias en la zona.
A mediados del siglo XIII, con la construcción de la catedral gótica, se erige una puerta de estilo gótico civil levantada sobre el trazado de la muralla romana bajoimperial. Se trataba de una «puerta-puente», con un macizo de sillería en su tramo inferior y dos crujías en su parte superior. Presentaba una vistosa galería jalonada de ventanillas geminadas, ya que su función era la de permitir el tránsito desde el palacio episcopal a la catedral. A finales del siglo XV esta puerta ya se había clausurado, lo que motivó la apertura del llamado «paso de carruajes» anexo al palacio episcopal y en uso hasta la demolición en los años 1910-1911 de todas las construcciones que ocupaban la zona, debido a la búsqueda de un aislacionismo monumental de la catedral de otras construcciones anexas.

### Las termas romanas

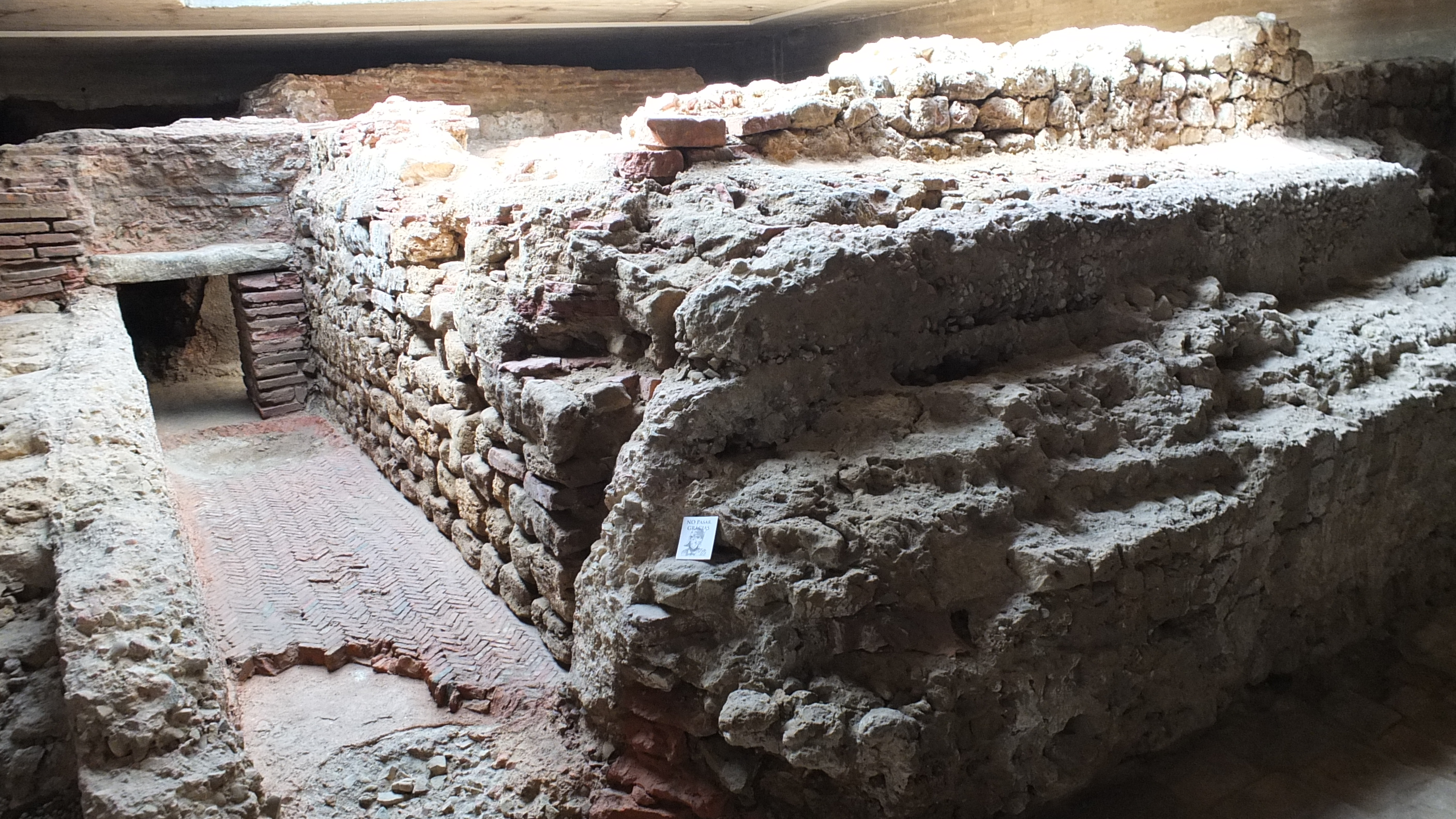
Restos de las termas de la Legio VII en la cripta de Puerta Obispo

El primer edificio que aparecía en el interior del campamento, al cruzar las puertas y a la derecha de la vía principalis eran las grandes termas interiores de la Legio VII Gemina. De sus grandes proporciones da idea el hecho de que se extendían sobre buena parte del solar que ocupa actualmente la catedral e incluso buena parte de la actual plaza de Regla. Según el arqueólogo García Marcos, si las termas leonesas son similares a las de Britania y Germania, existe la suposición de que contarían con una basílica thermarum o zona dedicada a ejercicios gimnásticos —con una, dos o tres naves—, en sustitución de la palestra al aire libre. La basílica thermarum estaría situada en la zona sur de la catedral (entre el costado sur y la verja). A diferencia de otros hipocaustos romanos, el localizado en el costado septentrional del templo gótico tiene bóvedas de arista y muros enteramente de ladrillo y no de piedra. Ángel Morillo, profesor titular de la Universidad Complutense de Madrid, y uno de los mayores expertos en arqueología romana de España, descubrió en la cripta de Puerta Obispo piezas relacionadas con el culto a Mercurio. Con seguridad, el complejo termal sobre el que se asienta la catedral tendría en su día un ninfeo o santuario de culto a las ninfas y otras divinidades curativas.
Los primeros restos de esta construcción fueron descubiertos a mediados del siglo XIX bajo la catedral con motivo de las obras de restauración que se efectuaban en el templo. Bajo el pórtico de la fachada principal sabemos de la existencia de tres espacios sobre hipocausto, según dibujos que realizó el arquitecto autor del hallazgo, Demetrio de los Ríos.
Al complejo termal se asocian los restos de las letrinas que se albergan en la cripta arqueológica, que ocupaban una de las esquinas de los baños. Esta zona experimentó profundas reformas a lo largo de su dilatada existencia. En un primer momento existió un depósito de agua de forma rectangular, al que corresponden los muros de hormigón hidráulico del exterior y el pavimento de pequeños ladrillos puestos en espiga (opus spicatum). Reformas posteriores motivaron la construcción de muros de mampostería y ladrillo, configurando unas letrinas de las que conservamos los canales por los que discurrían las aguas residuales, acometiendo a una pequeña cloaca encargada de evacuarlas al exterior del campamento.
Como fecha inicial de las termas se ha propuesto el siglo II, tomando como apoyo una inscripción incisa dedicada al emperador Antonino Pio (138-161 d. C.) en un ladrillo que apareció en el lugar. Las excavaciones en Puerta Obispo, además de afirmar esta datación, han determinado que el conjunto termal aún estaba en uso en el siglo IV. Para su construcción se aprovechó una estructura precedente, posiblemente una piscina o un depósito. También han permitido establecer dos límites (este y sur) de esta imponente construcción.
La envergadura y calidad constructiva de las termas legionenses hicieron que el rey Ordoño I de Asturias situara en ellas su palacio, tras arrebatarles la ciudad a los musulmanes en el año 856. Más tarde, en 916 fueron donadas por el rey Ordoño II de León para la sede de la iglesia episcopal de Santa María, utilizándose una parte del antiguo edificio romano como panteón real, hasta que esta función se trasladó en tiempos de Ramiro II de León a San Isidoro.
Asimismo, existen más restos de las termas romanas y de la antigua catedral románica bajo la actual catedral. En la zona norte está la llamada cripta de Menéndez Pidal, descubierta por este historiador y no abierta al público, que correspondería al caldarium de las termas, utilizada como cámara funeraria en la Edad Media, donde se conservan cinco sepulcros.